# Liste der DIN-VDE-Normen/Gruppe 6
Die Liste der DIN-VDE-Normen/Gruppe 6 enthält die Normen des Verband der Elektrotechnik, Elektronik und Informationstechnik (kurz VDE), die in dessen Listen erfasst sind. Die Liste erhebt keinen Anspruch auf Aktualität. Eine aktuelle Liste dieser Normen kann auf der Website vom VDE-Verlag abgerufen werden. Die Angaben in den einzelnen Listen ersetzen nicht die Recherche zur Gültigkeit und Anwendung. Diese Liste entspricht möglicherweise nicht dem aktuellen Stand der offiziellen Listen des VDE. Diese sind über die unter Weblinks angegebene Verknüpfung als PDF im Internet einsehbar. Auch diese geben nicht notwendigerweise den aktuellen Stand wieder, obwohl sie durch den Verband der Elektrotechnik, Elektronik und Informationstechnik monatlich aktualisiert werden. In den Listen sind nur die aktuellen Normen mit Anmerkungen, Berichtigungen und Beiblättern angegeben. Zurückgezogene und ggf. entfallene historische Normen sind nicht enthalten.

## VDE 0600 bis VDE 0699
| DIN-Notation          | VDE-Notation                        | Stand   | Norminhalt |
| --------------------- | ----------------------------------- | ------- | --- |
| DIN VDE 0603-1        | VDE 0603-1                          | 1991-10 | Installationskleinverteiler und Zählerplätze AC 400 V – Installationskleinverteiler und Zählerplätze |
| DIN VDE 0603-2        | VDE 0603-2                          | 1998-03 | Installationskleinverteiler und Zählerplätze AC 400 V – Hauptleitungsabzweigklemmen |
| DIN VDE 0603-5        | VDE 0603-5                          | 2013-12 | Installationskleinverteiler und Zählerplätze AC 400 V – Teil 5: Befestigungs- und Kontaktiereinrichtung (BKE) für elektronische Haushaltszähler (eHZ) zur Anwendung in Zählerplätzen |
| DIN V VDE V 0603-102  | VDE V 0603-102                      | 2006-10 | Installationskleinverteiler und Zählerplätze AC 400 V – Teil 102: Besondere Bedingungen für Installationskleinverteiler und Zählerplätze für elektronische Haushaltszähler (eHZ) |
| DIN EN 50085-1        | VDE 0604-1                          | 2014-05 | Elektroinstallationskanalsysteme für elektrische Installationen – Teil 1: Allgemeine Anforderungen; – Deutsche Fassung EN 500851:2005+ A1:2013 |
| DIN EN 50085-2-1      | VDE 0604-2-1                        | 2012-09 | Elektroinstallationskanalsysteme für elektrische Installationen – Teil 2-1: Besondere Anforderungen für Elektroinstallationskanalsysteme für Wand und Decke; – Deutsche Fassung EN 50085-2-1:2006 + A1:2011 |
| DIN EN 50085-2-2      | VDE 0604-2-2                        | 2009-07 | Elektroinstallationskanalsysteme für elektrische Installationen – Teil 2-2: Besondere Anforderungen für Elektroinstallationskanalsysteme für die Montage unterboden, bodenbündig oder aufboden; – Deutsche Fassung EN 50085-22:2008 |
| DIN EN 50085-2-3      | VDE 0604-2-3                        | 2011-01 | Elektroinstallationskanalsysteme für elektrische Installationen – Teil 2-3: Besondere Anforderungen an Verdrahtungskanäle zum Einbau in Schaltschränke; – Deutsche Fassung EN 50085-2-3:2010 |
| DIN EN 50085-2-4      | VDE 0604-2-4                        | 2010-04 | Elektroinstallationskanalsysteme für elektrische Installationen – Teil 2-4: Besondere Anforderungen für freistehende Installationseinheiten; – Deutsche Fassung EN 50085-2-4:2009 |
| DIN VDE V 0604-2-100  | VDE V 0604-2-100                    | 2012-08 | Elektroinstallationssysteme für elektrische Energie und Informationen – Teil 2-100: Prüfverfahren für Halogenfreiheit |
| DIN EN 61534-1        | VDE 0604-100                        | 2015-03 | Stromschienensysteme – Teil 1: Allgemeine Anforderungen – (IEC 61534-1:2011 + A1:2014); Deutsche Fassung EN 615341:2011 + A1:2014 |
| DIN EN 61534-21       | VDE 0604-121                        | 2015-03 | Stromschienensysteme – Teil 21: Besondere Anforderungen für Stromschienensysteme für Wand und Decke – (IEC 6153421:2014); Deutsche Fassung EN 61534-21:2014 |
| DIN EN 61534-22       | VDE 0604-122                        | 2015-03 | Stromschienensysteme – Teil 22: Besondere Anforderungen für Stromschienensysteme für Fußbodeninstallationen – (IEC 6153422:2014); Deutsche Fassung EN 61534-22:2014 |
| DIN EN 62275          | VDE 0604-201                        | 2016-01 | Kabelführungssysteme – Kabelbinder für elektrische Installationen – (IEC 62275:2013, modifiziert); Deutsche Fassung EN 62275:2015 |
| DIN EN 61914          | VDE 0604-202                        | 2010-01 | Kabelhalter für elektrische Installationen – (IEC 61914:2009); Deutsche Fassung EN 61914:2009 |
| DIN EN 62549          | VDE 0604-300                        | 2012-08 | Gelenkige Systeme und flexible Systeme für die Leitungsführung – (IEC 62549:2011); Deutsche Fassung EN 62549:2011 |
| DIN EN 61386-1        | VDE 0605-1                          | 2009-03 | Elektroinstallationsrohrsysteme für elektrische Energie und für Informationen – Teil 1: Allgemeine Anforderungen – (IEC 613861:2008); Deutsche Fassung EN 61386-1:2008 |
| DIN EN 61386-21       | VDE 0605-21                         | 2011-12 | Elektroinstallationsrohrsysteme für elektrische Energie und für Informationen – Teil 21: Besondere Anforderungen für starre Elektroinstallationsrohrsysteme – (IEC 61386-21:2002); Deutsche Fassung EN 61386-21:2004 + A11:2010 |
| DIN EN 61386-22       | VDE 0605-22                         | 2011-12 | Elektroinstallationsrohrsysteme für elektrische Energie und für Informationen – Teil 22: Besondere Anforderungen für biegsame Elektroinstallationsrohrsysteme – (IEC 61386-22:2002); Deutsche Fassung EN 61386-22:2004 + A11:2010 |
| DIN EN 61386-23       | VDE 0605-23                         | 2011-12 | Elektroinstallationsrohrsysteme für elektrische Energie und für Informationen – Teil 23: Besondere Anforderungen für flexible Elektroinstallationsrohrsysteme – (IEC 61386-23:2002); Deutsche Fassung EN 61386-23:2004 + A11:2010 |
| DIN EN 61386-24       | VDE 0605-24                         | 2011-08 | Elektroinstallationsrohrsysteme für elektrische Energie und für Informationen – Teil 24: Besondere Anforderungen für erdverlegte Elektroinstallationsrohrsysteme – (IEC 61386-24:2004); Deutsche Fassung EN 61386-24:2010 |
| DIN EN 61386-25       | VDE 0605-25                         | 2012-06 | Elektroinstallationsrohrsysteme für elektrische Energie und für Informationen – Teil 25: Besondere Anforderungen für Rohrhalter – (IEC 61386-25:2011); Deutsche Fassung EN 61386-25:2011 |
| DIN EN 50369          | VDE 0605-100                        | 2006-03 | Flüssigkeitsdichte Elektroinstallationsschlauchsysteme; – Deutsche Fassung EN 50369:2005 |
| DIN EN 50520          | VDE 0605-500                        | 2010-05 | Abdeckplatten und -bänder zum Schutz und zur Warnkennzeichnung der Lage von Kabeln oder erdverlegten Elektroinstallationsrohren in Unterbodeninstallationen; – Deutsche Fassung EN 50520:2009 |
| DIN EN 60670-1        | VDE 0606-1                          | 2014-01 | Dosen und Gehäuse für Installationsgeräte für Haushalt und ähnliche ortsfeste elektrische Installationen – Teil 1: Allgemeine Anforderungen – (IEC 60670-1:2002 + Corrigendum 2003, modifiziert + A1:2011, modifiziert); Deutsche Fassung EN 606701:2005 + Cor.:2007 + Cor.:2010 + A1:2013 |
| DIN VDE 0606-1        | VDE 0606-1                          | 2000-10 | Verbindungsmaterial bis 690 V – Installationsdosen zur Aufnahme von Geräten und/oder Verbindungsklemmen |
| DIN EN 60670-21       | VDE 0606-21                         | 2008-03 | Dosen und Gehäuse für elektrische Installationsgeräte für Haushalt und ähnliche ortsfeste elektrische Installationen – Teil 21: Besondere Anforderungen für Dosen und Gehäuse mit Aufhängemitteln – (IEC 60670-21:2004, modifiziert); Deutsche Fassung EN 60670-21:2007 |
| DIN EN 60670-22       | VDE 0606-22                         | 2007-07 | Dosen für Installationsgeräte für Haushalt und ähnliche ortsfeste elektrische Installationen – Teil 22: Besondere Anforderungen für Verbindungsdosen – (IEC 60670-22:2003, modifiziert); Deutsche Fassung EN 60670-22:2006 |
| DIN VDE V 0606-22-100 | VDE V 0606-22-100                   | 2012-07 | Dosen und Gehäuse für Installationsgeräte für Haushalt und ähnliche ortsfeste elektrische Installationen – Teil 22-100: Besondere Anforderungen für Dosen und Gehäuse mit Verbindungsklemmen zum Vergießen (GVV) |
| DIN VDE V 0606-22-200 | VDE V 0606-22-200                   | 2013-10 | Dosen und Gehäuse für Installationsgeräte für Haushalt und ähnliche ortsfeste elektrische Installationen – Teil 22-200: Besondere Anforderungen an Gehäusesysteme für die sichere Verbindung und Abzweigung von Kabeln und Leitungen mit integriertem Funktionserhalt im Brandfall |
| DIN EN 60670-23       | VDE 0606-23                         | 2009-10 | Dosen und Gehäuse für elektrische Installationsgeräte für Haushalt und ähnliche ortsfeste elektrische Installationen – Teil 23: Besondere Anforderungen für Unterflurdosen – (IEC 60670-23:2006, modifiziert); Deutsche Fassung EN 60670-23:2008 |
| DIN EN 60670-24       | VDE 0606-24                         | 2014-03 | Dosen und Gehäuse für Installationsgeräte für Haushalt und ähnliche ortsfeste elektrische Installationen – Teil 24: Besondere Anforderungen für Gehäuse zur Aufnahme von Schutzgeräten und ähnlichen energieverbrauchenden Geräten – (IEC 6067024:2011, modifiziert); Deutsche Fassung EN 60670-24:2013 |
| DIN EN 61535          | VDE 0606-200                        | 2013-08 | Installationssteckverbinder für dauernde Verbindung in festen Installationen – (IEC 61535:2009 + A1:2012); Deutsche Fassung EN 61535:2009 + A1:2013 |
| DIN EN 60999-1        | VDE 0609-1                          | 2000-12 | Verbindungsmaterial – Elektrische Kupferleiter Sicherheitsanforderungen für Schraubklemmstellen und schraubenlose Klemmstellen – Allgemeine Anforderungen und besondere Anforderungen für Klemmstellen für Leiter von 0,2 mm² bis einschließlich 35 mm² – (IEC 60999-1:1999) Deutsche Fassung EN 60999-1:2000 |
| DIN EN 60999-2        | VDE 0609-101                        | 2004-04 | Verbindungsmaterial – Elektrische Kupferleiter – Sicherheitsanforderungen für Schraubklemmstellen und schraubenlose Klemmstellen – Teil 2: Besondere Anforderungen für Klemmstellen für Leiter über 35 mm² bis einschließlich 300 mm² – (IEC 60999-2:2003); Deutsche Fassung EN 60999-2:2003 |
| DIN EN 60947-7-1      | VDE 0611-1                          | 2010-03 | Niederspannungsschaltgeräte – Teil 7-1: Hilfseinrichtungen – Reihenklemmen für Kupferleiter – (IEC 60947-7-1:2009); Deutsche Fassung EN 60947-7-1:2009 |
| DIN EN 60947-7-2      | VDE 0611-3                          | 2010-03 | Niederspannungsschaltgeräte – Teil 7-2: Hilfseinrichtungen – Schutzleiter-Reihenklemmen für Kupferleiter – (IEC 60947-72:2009); Deutsche Fassung EN 60947-7-2:2009 |
| DIN VDE 0611-4        | VDE 0611-4                          | 1991-02 | Niederspannungs-Schaltgeräte – Mehrstöckige Verteiler-Reihenklemmen bis 6 mm² |
| DIN EN 60947-7-3      | VDE 0611-6                          | 2010-05 | Niederspannungsschaltgeräte – Teil 7-3: Hilfseinrichtungen – Sicherheitsanforderungen für Sicherungs-Reihenklemmen – (IEC 60947-7-3:2009); Deutsche Fassung EN 60947-7-3:2009 |
| DIN EN 60947-7-4      | VDE 0611-7-4                        | 2014-08 | Niederspannungsschaltgeräte – Teil 7-4: Hilfseinrichtungen – Leiterplatten-Anschlussklemmen für Kupferleiter – (IEC 60947-74:2013); Deutsche Fassung EN 60947-7-4:2013 |
| DIN EN 60998-1        | VDE 0613-1                          | 2005-03 | Verbindungsmaterial für Niederspannungs-Stromkreise für Haushalt und ähnliche Zwecke – Teil 1: Allgemeine Anforderungen – (IEC 60998-1:2002, modifiziert); Deutsche Fassung EN 60998-1:2004 |
| DIN EN 60998-2-1      | VDE 0613-2-1                        | 2005-03 | Verbindungsmaterial für Niederspannungs-Stromkreise für Haushalt und ähnliche Zwecke – Teil 2-1: Besondere Anforderungen für Verbindungsmaterial als selbständige Betriebsmittel mit Schraubklemmen – (IEC 60998-2-1:2002, modifiziert); Deutsche Fassung EN 60998-2-1:2004 |
| DIN EN 60998-2-2      | VDE 0613-2-2                        | 2005-03 | Verbindungsmaterial für Niederspannungs-Stromkreise für Haushalt und ähnliche Zwecke – Teil 2-2: Besondere Anforderungen für Verbindungsmaterial als selbständige Betriebsmittel mit schraubenlosen Klemmstellen – (IEC 60998-2-2:2002, modifiziert); Deutsche Fassung EN 60998-2-2:2004 |
| DIN EN 60998-2-3      | VDE 0613-2-3                        | 2005-03 | Verbindungsmaterial für Niederspannungs-Stromkreise für Haushalt und ähnliche Zwecke – Teil 2-3: Besondere Anforderungen für Verbindungsmaterial als selbständige Betriebsmittel mit Schneidklemmstellen – (IEC 60998-2-3:2002, modifiziert); Deutsche Fassung EN 60998-2-3:2004 |
| DIN EN 60998-2-4      | VDE 0613-2-4                        | 2006-03 | Verbindungsmaterial für Niederspannungs-Stromkreise für Haushalt und ähnliche Zwecke – Teil 2-4: Besondere Anforderungen an Drehklemmen – (IEC 60998-2-4:2004, modifiziert); Deutsche Fassung EN 60998-2-4:2005 |
| DIN EN 61210          | VDE 0613-6                          | 2011-06 | Verbindungsmaterial – Flachsteckverbindungen für elektrische Kupferleiter – Sicherheitsanforderungen – (IEC 61210:2010, modifiziert); Deutsche Fassung EN 61210:2010 |
| DIN EN 60238          | VDE 0616-1                          | 2011-10 | Lampenfassungen mit Edisongewinde – (IEC 60238:2004 + A1:2008 + A2:2011); Deutsche Fassung EN 60238:2004 + Cor.:2005 + A1:2008 + A2:2011 |
| DIN EN 61184          | VDE 0616-2                          | 2011-12 | Bajonett-Lampenfassungen – (IEC 61184:2008 + Cor.:2009 + A1:2011); Deutsche Fassung EN 61184:2008 + A1:2011 |
| DIN EN 61184          | VDE 0616-2 Berichtigung 1           | 2013-08 | Berichtigung zu DIN EN 61184 (VDE 0616-2):2011-12 |
| DIN EN 60400          | VDE 0616-3                          | 2015-03 | Lampenfassungen für röhrenförmige Leuchtstofflampen und Starterfassungen – (IEC 60400:2008 + A1:2011 + A2:2014); Deutsche Fassung EN 60400:2008 + A1:2011 + A2:2014 |
| DIN EN 60838-2-1      | VDE 0616-4                          | 2005-05 | Sonderfassungen – Teil 2: Besondere Anforderungen – Hauptabschnitt 1: Lampenfassungen S14 – (IEC 60838-2-1:1994 + A1:1998 + A2:2004); Deutsche Fassung EN 60838-2-1:1996 + A1:1998 + A2:2004 |
| DIN EN 60838-2-1      | VDE 0616-4 Berichtigung 1           | 2013-11 | Berichtigung zu DIN EN 60838-2-1 (VDE 0616-4):2005-05; (IEC-Cor.:2013 zu IEC60838-2-1:1994/A2:2004) |
| DIN EN 60838-1        | VDE 0616-5                          | 2011-12 | Sonderfassungen – Teil 1: Allgemeine Anforderungen und Prüfungen – (IEC 60838-1:2004 + A1:2008 + A2:2011); Deutsche Fassung EN 60838-1:2004 + A1:2008 + A2:2011 |
| DIN EN 60838-2-2      | VDE 0616-6                          | 2012-11 | Sonderfassungen – Teil 2-2: Besondere Anforderungen – Verbinder für LED-Module – (IEC 60838-2-2:2006 + A1:2012); Deutsche Fassung EN 60838-2-2:2006 + A1:2012 |
| DIN VDE 0618-1        | VDE 0618-1                          | 1989-08 | Betriebsmittel für den Potentialausgleich – Potentialausgleichsschiene (PAS) für den Hauptpotentialausgleich |
| DIN EN 62444          | VDE 0619                            | 2014-05 | Kabelverschraubungen für elektrische Installationen – (IEC 62444:2010, modifiziert); Deutsche Fassung EN 62444:2013 |
| DIN VDE 0620-1        | VDE 0620-1                          | 2016-01 | Stecker und Steckdosen für den Hausgebrauch und ähnliche Anwendungen – Teil 1: Allgemeine Anforderungen an ortsfeste Steckdosen |
| DIN VDE 0620-2-1      | VDE 0620-2-1                        | 2016-01 | Stecker und Steckdosen für den Hausgebrauch und ähnliche Anwendungen – Teil 2-1: Allgemeine Anforderungen an Stecker und Kupplungsdosen |
| DIN VDE 0620-101      | VDE 0620-101                        | 1992-05 | Steckvorrichtungen bis 400 V 25 A – Flache, nichtwiederanschließbare zweipolige Stecker, 2,5 A 250 V, mit Leitung, für die Verbindung von Klasse-II-Geräten für Haushalt und ähnliche Zwecke; – Deutsche Fassung EN 50075:1990 |
| DIN EN 61242          | VDE 0620-300                        | 2008-12 | Elektrisches Installationsmaterial – Leitungsroller für den Hausgebrauch und ähnliche Zwecke – (IEC 61242:1995, modifiziert + A1:2008); Deutsche Fassung EN 61242:1997 + A1:2008 |
| DIN EN 61242          | VDE 0620-300 Berichtigung 1         | 2011-01 | Berichtigung zu DIN EN 61242 (VDE 0620-300:2008-12); Deutsche Fassung CENELEC-Cor.:2010 zu EN 61242:1997/A1:2008 |
| DIN EN 61995-1        | VDE 0620-400-1                      | 2009-03 | Betriebsmittel für den Anschluss von Leuchten für Haushalt und ähnliche Zwecke – Teil 1: Allgemeine Anforderungen – (IEC 61995-1:2005, modifiziert); Deutsche Fassung EN 61995-1:2008 |
| DIN EN 61995-2        | VDE 0620-400-2                      | 2009-11 | Betriebsmittel für den Anschluss von Leuchten für Haushalt und ähnliche Zwecke – Teil 2: Normblätter für Betriebsmittel zum Anschluss einer Leuchte – (IEC 61995-2:2009); Deutsche Fassung EN 61995-2:2009 |
| DIN VDE V 0620-500-1  | VDE V 0620-500-1                    | 2016-07 | Stecker und Steckdosen für den Hausgebrauch und ähnliche Anwendungen – Teil 500-1: Besondere Anforderungen an Reisesteckadapter |
| DIN EN 60309-1        | VDE 0623-1                          | 2013-02 | Stecker, Steckdosen und Kupplungen für industrielle Anwendungen – Teil 1: Allgemeine Anforderungen – (IEC 60309-1:1999 + A1:2005, modifiziert + A2:2012); Deutsche Fassung EN 60309-1:1999 + A1:2007 + A2:2012 |
| DIN EN 60309-1        | VDE 0623-1 Berichtigung 1           | 2014-12 | Berichtigung zu DIN EN 60309-1 (VDE 0623-1):2013-02; (IEC-Cor.:2014 zu IEC 60309-1:1999/A1:2005) |
| DIN EN 60309-2        | VDE 0623-2                          | 2013-01 | Stecker, Steckdosen und Kupplungen für industrielle Anwendungen – Teil 2: Anforderungen und Hauptmaße für die Austauschbarkeit von Stift- und Buchsensteckvorrichtungen – (IEC 60309-2:1999 + A1:2005, modifiziert + A2:2012); Deutsche Fassung EN 60309-2:1999 + A1:2007 + A2:2012 |
| DIN EN 60309-4        | VDE 0623-3                          | 2012-11 | Stecker, Steckdosen und Kupplungen für industrielle Anwendungen – Teil 4: Abschaltbare Steckdosen und Kupplungen mit oder ohne Verriegelung – (IEC 60309-4:2006, modifiziert + A1:2012); Deutsche Fassung EN 60309-4:2007 + A1:2012 |
| DIN EN 50250          | VDE 0623-4                          | 2003-07 | Übergangsadapter für industrielle Anwendung; – Deutsche Fassung EN 50250:2002 + Corrigendum 2002 |
| DIN EN 62196-1        | VDE 0623-5-1                        | 2015-06 | Stecker, Steckdosen, Fahrzeugkupplungen und Fahrzeugstecker – Konduktives Laden von Elektrofahrzeugen – Teil 1: Allgemeine Anforderungen – (IEC 62196-1:2014, modifiziert); Deutsche Fassung EN 62196-1:2014 |
| DIN EN 62196-2        | VDE 0623-5-2                        | 2014-12 | Stecker, Steckdosen, Fahrzeugkupplungen und Fahrzeugstecker – Konduktives Laden von Elektrofahrzeugen – Teil 2: Anforderungen und Hauptmaße für die Kompatibilität und Austauschbarkeit von Stift- und Buchsensteckvorrichtungen für Wechselstrom – (IEC 62196-2:2011); Deutsche Fassung EN 62196-2:2012 + A11:2013 + A12:2014 + A12:2014/AC:2014                                                                                                |
| DIN EN 62196-3        | VDE 0623-5-3                        | 2015-05 | Stecker, Steckdosen und Fahrzeugsteckvorrichtungen – Konduktives Laden von Elektrofahrzeugen – Teil 3: Anforderungen an und Hauptmaße für Stifte und Buchsen für die Austauschbarkeit von Fahrzeugsteckvorrichtungen zum dedizierten Laden mit Gleichstrom und als kombinierte Ausführung zum Laden mit Wechselstrom/Gleichstrom – (IEC 62196-3:2014); Deutsche Fassung EN 62196-3:2014                                                          |
| DIN EN 61316          | VDE 0623-100                        | 2000-09 | Leitungsroller für industrielle Anwendung – (IEC 61316:1999) Deutsche Fassung EN 61316:1999 |
| DIN VDE 0623-589      | VDE 0623-589                        | 2011-06 | Geräte-Steckvorrichtungen für Elektro-Flurförderzeuge, Bauformen 80, 160, 320, 640 / 150 V – Teil 589: Anschlussmaße, Werkstoff, Kennzeichnung |
| DIN VDE 0623-589      | VDE 0623-589 Berichtigung 1         | 2011-10 | Berichtigung zu DIN VDE 0623-589 (VDE 0623-589):2011-06 |
| DIN VDE 0623-589      | VDE 0623-589 Berichtigung 2         | 2014-06 | Berichtigung zu DIN VDE 0623-589 (VDE 0623-589):2011-06 |
| DIN EN 60320-1        | VDE 0625-1                          | 2016-04 | Gerätesteckvorrichtungen für den Hausgebrauch und ähnliche allgemeine Zwecke – Teil 1: Allgemeine Anforderungen – (IEC 60320-1:2015 + COR1:2016); Deutsche Fassung EN 60320-1:2015 + AC:2016 |
| DIN EN 60320-2-1      | VDE 0625-2-1                        | 2001-09 | Gerätesteckvorrichtungen für den Hausgebrauch und ähnliche allgemeine Zwecke – Nähmaschinen-Steckvorrichtungen – (IEC 60320-2-1:2000); Deutsche Fassung EN 60320-2-1:2000 |
| DIN EN 60320-2-2      | VDE 0625-2-2                        | 1999-09 | Gerätesteckvorrichtungen für den Hausgebrauch und ähnliche Zwecke – Netzweiterverbindungen für Geräte für den Hausgebrauch und ähnliche Einrichtungen – (IEC 60320-2-2:1998); Deutsche Fassung EN 60320-2-2:1998 |
| DIN EN 60320-2-3      | VDE 0625-2-3                        | 2005-11 | Gerätesteckvorrichtungen für den Hausgebrauch und ähnliche allgemeine Zwecke – Teil 2-3: Gerätesteckvorrichtungen mit einem Schutzgrad höher als IPX0 – (IEC 60320-2-3:1998 + A1:2004); Deutsche Fassung EN 60320-2-3:1998 + A1:2005 |
| DIN EN 60320-2-4      | VDE 0625-2-4                        | 2010-11 | Gerätesteckvorrichtungen für den Hausgebrauch und ähnliche allgemeine Zwecke – Teil 2-4: Gerätesteckvorrichtungen mit vom Gerätegewicht abhängiger Kupplung – (IEC 60320-2-4:2005 + A1:2009); Deutsche Fassung EN 60320-2-4:2006 + A1:2009 |
| DIN EN 60320-3        | VDE 0625-3                          | 2015-11 | Gerätesteckvorrichtungen für den Hausgebrauch und ähnliche allgemeine Zwecke – Teil 3: Normblätter und Lehren – (IEC 603203:2014); Deutsche Fassung EN 60320-3:2014 |
| DIN EN 50066          | VDE 0625-10                         | 1994-01 | Gerätesteckvorrichtungen für den Hausgebrauch und ähnliche Zwecke – Steckvorrichtungen für das Verbinden der elektrischen Einrichtungen mit Netzanschluß in Kraftwagen, Omnibussen und dergleichen; – Deutsche Fassung EN 50066:1992 |
| DIN EN 60799          | VDE 0626                            | 1999-06 | Geräteanschlußleitungen und Weiterverbindungs-Geräteanschlußleitungen – (IEC 60799:1998); Deutsche Fassung EN 60799:1998 |
| DIN VDE 0626-2        | VDE 0626-2                          | 2014-04 | Geräteanschlussleitungen und Weiterverbindungs-Geräteanschlussleitungen – Teil 2: Mehrfach-Verteilerleisten mit Gerätesteckvorrichtungen (MDAC) |
| DIN EN 61984          | VDE 0627                            | 2009-11 | Steckverbinder – Sicherheitsanforderungen und Prüfungen – (IEC 61984:2008); Deutsche Fassung EN 61984:2009 |
| DIN EN 61984          | VDE 0627 Berichtigung 1             | 2012-03 | Berichtigung zu DIN EN 61984 (VDE 0627):2009-11; (IEC-Cor.:2011 zu IEC 61984:2008) |
| DIN EN 60603-7        | VDE 0627-603-7                      | 2012-08 | Steckverbinder für elektronische Einrichtungen – Teil 7: Bauartspezifikation für ungeschirmte freie und feste Steckverbinder, 8-polig – (IEC 60603-7:2008 + A1:2011); Deutsche Fassung EN 60603-7:2009 + A1:2011 |
| DIN EN 61058-1        | VDE 0630-1                          | 2008-09 | Geräteschalter – Teil 1: Allgemeine Anforderungen – (IEC 61058-1:2000, modifiziert + A1:2001 + A2:2007); Deutsche Fassung EN 61058-1:2002 + A2:2008 |
| DIN EN 61058-1        | VDE 0630-1 Berichtigung 1           | 2009-07 | Berichtigung zu DIN EN 61058-1 (VDE 0630-1):2008-09 |
| DIN EN 61058-1        | VDE 0630-1 Berichtigung 2           | 2011-10 | Berichtigung zu DIN EN 61058-1 (VDE 0630-1):2008-09 |
| DIN EN 61058-2-1      | VDE 0630-2-1                        | 2011-08 | Geräteschalter – Teil 2-1: Besondere Anforderungen an Schnurschalter – (IEC 61058-2-1:2010); Deutsche Fassung EN 61058-21:2011 |
| DIN EN 61058-2-4      | VDE 0630-2-4                        | 2006-09 | Geräteschalter – Teil 2-4: Besondere Anforderungen an unabhängig montierte Schalter – (IEC 61058-2-4:1995 + A1:2003); Deutsche Fassung EN 61058-2-4:2005 |
| DIN EN 61058-2-5      | VDE 0630-2-5                        | 2011-08 | Geräteschalter – Teil 2-5: Besondere Anforderungen an Wahlschalter -(IEC 61058-2-5:2010); Deutsche Fassung EN 61058-25:2011 |
| DIN VDE 0630-12       | VDE 0630-12                         | 1988-09 | Geräteschalter bis 500 V und bis 63 A – Elektronische Schalter |
| DIN EN 60730          | VDE 0631 Beiblatt 1                 | 2009-10 | Interpretationsliste zur Reihe EN 60730 – Automatische elektrische Regel- und Steuergeräte für den Hausgebrauch und ähnliche Anwendungen; – Deutsche Fassung CLC/TR 50455:2008 |
| DIN EN 60730-1        | VDE 0631-1                          | 2012-10 | Automatische elektrische Regel- und Steuergeräte für den Hausgebrauch und ähnliche Anwendungen – Teil 1: Allgemeine Anforderungen – (IEC 60730-1:2010, modifiziert); Deutsche Fassung EN 60730-1:2011 |
| DIN EN 60730-2-1      | VDE 0631-2-1                        | 1997-07 | Automatische elektrische Regel- und Steuergeräte für den Hausgebrauch und ähnliche Anwendungen – Besondere Anforderungen an elektrische Regel- und Steuergeräte für elektrische Hausgeräte – (IEC 60730-2-1:1989, mod.); Deutsche Fassung EN 60730-2-1:1997 |
| DIN EN 60730-2-1      | VDE 0631-2-1 Berichtigung 1         | 2001-09 | Berichtigungen zu DIN EN 60730-2-1 (VDE 0631 Teil 2-1):1997-07 |
| DIN EN 60730-2-1/A11  | VDE 0631-2-1/A11                    | 2005-11 | Automatische elektrische Regel- und Steuergeräte für den Hausgebrauch und ähnliche Anwendungen – Teil 2-1: Besondere Anforderungen an Regel- und Steuergeräte für elektrische Haushaltsgeräte; – Deutsche Fassung EN 60730-2-1:1997/A11:2005 |
| DIN EN 60730-2-2      | VDE 0631-2-2                        | 2006-09 | Automatische elektrische Regel- und Steuergeräte für den Hausgebrauch und ähnliche Anwendungen – Teil 2-2: Besondere Anforderungen an thermisch wirkende Motorschutzeinrichtungen – (IEC 60730-2-2:2001, modifiziert + A1:2005, modifiziert); Deutsche Fassung EN 60730-2-2:2002 + A1:2006 + A11:2005 |
| DIN EN 60730-2-3      | VDE 0631-2-3                        | 2008-06 | Automatische elektrische Regel- und Steuergeräte für den Hausgebrauch und ähnliche Anwendungen – Teil 2-3: Besondere Anforderungen an thermische Schutzeinrichtungen für Vorschaltgeräte für röhrenförmige Leuchtstofflampen – (IEC 60730-23:2006, modifiziert); Deutsche Fassung EN 60730-2-3:2007 |
| DIN EN 60730-2-4      | VDE 0631-2-4                        | 2008-08 | Automatische elektrische Regel- und Steuergeräte für den Hausgebrauch und ähnliche Anwendungen – Teil 2-4: Besondere Anforderungen für thermische Motorschutzeinrichtungen für hermetisch und halbhermetisch gekapselte Motorverdichter – (IEC 60730-2-4:2006, modifiziert); Deutsche Fassung EN 60730-2-4:2007 |
| DIN EN 60730-2-5      | VDE 0631-2-5                        | 2015-10 | Automatische elektrische Regel- und Steuergeräte – Teil 2-5: Besondere Anforderungen an automatische elektrische Brenner-Steuerungs- und Überwachungssysteme – (IEC 60730-2-5:2013, modifiziert); Deutsche Fassung EN 60730-2-5:2015 |
| DIN EN 60730-2-6      | VDE 0631-2-6                        | 2009-04 | Automatische elektrische Regel- und Steuergeräte für den Hausgebrauch und ähnliche Anwendungen – Teil 2-6: Besondere Anforderungen an automatische elektrische Druckregel- und Steuergeräte einschließlich mechanischer Anforderungen – (IEC 60730-2-6:2007, modifiziert); Deutsche Fassung EN 60730-2-6:2008 |
| DIN EN 60730-2-7      | VDE 0631-2-7                        | 2011-06 | Automatische elektrische Regel- und Steuergeräte für den Hausgebrauch und ähnliche Anwendungen – Teil 2-7: Besondere Anforderungen an Zeitsteuergeräte und Schaltuhren – (IEC 60730-2-7:2008, modifiziert); Deutsche Fassung EN 60730-2-7:2010 |
| DIN EN 60730-2-7      | VDE 0631-2-7 Berichtigung 1         | 2012-04 | Berichtigung zu DIN EN 60730-2-7 (VDE 0631-2-7):2011-06; Deutsche Fassung EN 60730-2-7:2010/AC:2011 |
| DIN EN 60730-2-8      | VDE 0631-2-8                        | 2004-08 | Automatische elektrische Regel- und Steuergeräte für den Hausgebrauch und ähnliche Anwendungen – Teil 2-8: Besondere Anforderungen an elektrisch betriebene Wasserventile, einschließlich mechanischer Anforderungen – (IEC 60730-2-8:2000, modifiziert + A1:2002, modifiziert); Deutsche Fassung EN 60730-2-8:2002 + A1:2003 |
| DIN EN 60730-2-9      | VDE 0631-2-9                        | 2011-07 | Automatische elektrische Regel- und Steuergeräte für den Hausgebrauch und ähnliche Anwendungen – Teil 2-9: Besondere Anforderungen an temperaturabhängige Regel- und Steuergeräte – (IEC 60730-2-9:2008, modifiziert); Deutsche Fassung EN 60730-2-9:2010 |
| DIN EN 60730-2-10     | VDE 0631-2-10                       | 2008-06 | Automatische elektrische Regel- und Steuergeräte für den Hausgebrauch und ähnliche Anwendungen – Teil 2-10: Besondere Anforderungen an Motorstartrelais – (IEC 60730-2-10:2006); Deutsche Fassung EN 60730-2-10:2007 |
| DIN EN 60730-2-11     | VDE 0631-2-11                       | 2008-09 | Automatische elektrische Regel- und Steuergeräte für den Hausgebrauch und ähnliche Anwendungen – Teil 2-11: Besondere Anforderungen an Energieregler – (IEC 60730-2-11:2006); Deutsche Fassung EN 60730-2-11:2008 |
| DIN EN 60730-2-12     | VDE 0631-2-12                       | 2006-09 | Automatische elektrische Regel- und Steuergeräte für den Hausgebrauch und ähnliche Anwendungen – Teil 2-12: Besondere Anforderungen an elektrisch betriebene Türverriegelungen – (IEC 60730-2-12:2005, modifiziert); Deutsche Fassung EN 60730-212:2006 |
| DIN EN 60730-2-12/A11 | VDE 0631-2-12/A11                   | 2009-03 | Automatische elektrische Regel- und Steuergeräte für den Hausgebrauch und ähnliche Anwendungen – Teil 2-12: Besondere Anforderungen an elektrisch betriebene Türverriegelungen; – Deutsche Fassung EN 60730-2-12:2006/A11:2008 |
| DIN EN 60730-2-13     | VDE 0631-2-13                       | 2008-09 | Automatische elektrische Regel- und Steuergeräte für den Hausgebrauch und ähnliche Anwendungen – Teil 2-13: Besondere Anforderungen an feuchtigkeitsempfindliche Regel- und Steuergeräte – (IEC 60730-2-13:2006, modifiziert); Deutsche Fassung EN 60730-2-13:2008 |
| DIN EN 60730-2-14     | VDE 0631-2-14                       | 2009-06 | Automatische elektrische Regel- und Steuergeräte für den Hausgebrauch und ähnliche Anwendungen – Teil 2-14: Besondere Anforderungen an elektrische Stellantriebe – (IEC 60730-2-14:1995, modifiziert + A1:2001 + A2:2007, modifiziert); Deutsche Fassung EN 60730-2-14:1997 + A1:2001 + A11:2005 + A2:2008 |
| DIN EN 60730-2-15     | VDE 0631-2-15                       | 2011-02 | Automatische elektrische Regel- und Steuergeräte für den Hausgebrauch und ähnliche Anwendungen – Teil 2-15: Besondere Anforderungen an automatische elektrische luftstrom-, wasserstrom- und wasserstandsabhängige Regel- und Steuergeräte – (IEC 60730-2-15:2008, modifiziert); Deutsche Fassung EN 60730-2-15:2010 |
| DIN EN 60730-2-19     | VDE 0631-2-19                       | 2009-01 | Automatische elektrische Regel- und Steuergeräte für den Hausgebrauch und ähnliche Anwendungen – Teil 2-19: Besondere Anforderungen an elektrisch betriebene Ölventile einschließlich mechanischer Anforderungen – (IEC 60730-2-19:1997 + A1:2000, modifiziert + A2:2007); Deutsche Fassung EN 60730-2-19:2002 + A11:2005 + A2:2008 |
| DIN EN 50344-1        | VDE 0631-1000                       | 2001-11 | Besondere Regeln für Stückprüfungen in der Fertigung von Regel- und Steuergeräten im Geltungsbereich der Normenreihe EN 60730 – Besondere Anforderungen; – Deutsche Fassung EN 50344-1:2001 |
| DIN EN 50344-1        | VDE 0631-1000 Berichtigung 1        | 2002-03 | Berichtigungen zu DIN EN 50344-1 (VDE 0631 Teil 1000):2001-11 |
| DIN EN 60669-1        | VDE 0632-1 Beiblatt 1               | 2009-11 | Schalter für Haushalt und ähnliche ortsfeste elektrische Installationen – Teil 1: Allgemeine Anforderungen; – Deutsche Fassung EN 60669-1:1999/IS1:2009 |
| DIN EN 60669-1        | VDE 0632-1                          | 2009-10 | Schalter für Haushalt und ähnliche ortsfeste elektrische Installationen – Teil 1: Allgemeine Anforderungen – (IEC 60669-1:1998, modifiziert + A1:1999, modifiziert + A2:2006, modifiziert); Deutsche Fassung EN 60669-1:1999 + A1:2002 + Corrigendum:2007 + A2:2008 |
| DIN EN 60669-1        | VDE 0632-1 Berichtigung 1           | 2010-02 | Berichtigung zu DIN EN 60669-1 (VDE 0632-1):2009-10 |
| DIN EN 60669-2-1      | VDE 0632-2-1                        | 2010-03 | Schalter für Haushalt und ähnliche ortsfeste elektrische Installationen – Teil 2-1: Besondere Anforderungen – Elektronische Schalter – (IEC 60669-2-1:2002, modifiziert + A1:2008, modifiziert); Deutsche Fassung EN 60669-2-1:2004 + A1:2009 |
| DIN EN 60669-2-1/A12  | VDE 0632-2-1/A12                    | 2010-09 | Schalter für Haushalt und ähnliche ortsfeste elektrische Installationen – Teil 2-1: Besondere Anforderungen – Elektronische Schalter; – Deutsche Fassung EN 60669-2-1:2004/A12:2010 |
| DIN EN 60669-2-2      | VDE 0632-2-2                        | 2007-05 | Schalter für Haushalt und ähnliche ortsfeste elektrische Installationen – Teil 2-2: Besondere Anforderungen – Fernschalter – (IEC 60669-2-2:2006); Deutsche Fassung EN 60669-2-2:2006 |
| DIN EN 60669-2-3      | VDE 0632-2-3                        | 2007-05 | Schalter für Haushalt und ähnliche ortsfeste elektrische Installationen – Teil 2-3: Besondere Anforderungen – Zeitschalter – (IEC 60669-2-3:2006); Deutsche Fassung EN 60669-2-3:2006 |
| DIN EN 60669-2-4      | VDE 0632-2-4                        | 2005-10 | Schalter für Haushalt und ähnliche ortsfeste elektrische Installationen – Teil 2-4: Besondere Anforderungen – Trennschalter – (IEC 60669-2-4:2004, modifiziert); Deutsche Fassung EN 60669-2-4:2005 |
| DIN EN 60669-2-6      | VDE 0632-2-6                        | 2013-05 | Schalter für Haushalt und ähnliche ortsfeste elektrische Installationen – Teil 2-6: Besondere Anforderungen – Feuerwehrschalter für äußere und innere Anzeigen und Leuchten – (IEC 60669-2-6:2012, modifiziert); Deutsche Fassung EN 60669-2-6:2012 |
| DIN EN 50428          | VDE 0632-400                        | 2010-02 | Schalter für Haushalt und ähnliche ortsfeste elektrische Installationen – Ergänzungsnorm – Schalter und ähnliches Installationsmaterial zur Verwendung in elektronischer Systemtechnik für Heim und Gebäude (ESHG); – Deutsche Fassung EN 50428:2005 + A1:2007 + A2:2009 |
| DIN EN 62080          | VDE 0632-600                        | 2016-06 | Akustische Signalgeber für den Haushalt und ähnliche Zwecke – (IEC 62080:2001 + A1:2008 + A2:2015); Deutsche Fassung EN 62080:2009 + A2:2015 |
| DIN EN 62094-1        | VDE 0632-700                        | 2003-11 | Anzeigeleuchten für Haushalt und ähnliche ortsfeste elektrische Installationen – Teil 1: Allgemeine Anforderungen – (IEC 620941:2002); Deutsche Fassung EN 62094-1:2003 |
| DIN EN 62094-1/A11    | VDE 0632-700/A11                    | 2004-11 | Anzeigeleuchten für Haushalt und ähnliche ortsfeste elektrische Installationen – Teil 1: Allgemeine Anforderungen – Änderung A11; – Deutsche Fassung EN 62094-1:2003/A11:2003 |
| DIN 57635             | VDE 0635                            | 1984-02 | Niederspannungssicherungen – D-Sicherungen E 16 bis 25 A, 500 V; D-Sicherungen bis 100 A, 750 V; D-Sicherungen bis 100 A, 500 V |
| DIN EN 60269-1        | VDE 0636-1                          | 2015-05 | Niederspannungssicherungen – Teil 1: Allgemeine Anforderungen – (IEC 60269-1:2006 + A1:2009 + A2:2014); Deutsche Fassung EN 60269-1:2007 + A1:2009 + A2:2014 |
| DIN VDE 0636-2        | VDE 0636-2                          | 2014-09 | Niederspannungssicherungen – Teil 2: Zusätzliche Anforderungen an Sicherungen zum Gebrauch durch Elektrofachkräfte bzw. elektrotechnisch unterwiesene Personen (Sicherungen überwiegend für den industriellen Gebrauch) – Beispiele für genormte Sicherungssysteme A bis K – (IEC 60269-2:2013, modifiziert); Deutsche Fassung HD 60269-2:2013                                                                                                   |
| DIN VDE 0636-3        | VDE 0636-3                          | 2013-12 | Niederspannungssicherungen – Teil 3: Zusätzliche Anforderungen an Sicherungen zum Gebrauch durch Laien (Sicherungen überwiegend für Hausinstallationen und ähnliche Anwendungen) – Beispiele für genormte Sicherungssysteme A bis F – (IEC 60269-3:2010, modifiziert + A1:2013 + Corrigendum März 2013 + Corrigendum Juni 2013); Deutsche Fassung HD 60269-3:2010 + A1:2013                                                                      |
| DIN EN 60269-4        | VDE 0636-4                          | 2013-01 | Niederspannungssicherungen – Teil 4: Zusätzliche Anforderungen an Sicherungseinsätze zum Schutz von Halbleiter-Bauelementen – (IEC 60269-4:2009 + A1:2012); Deutsche Fassung EN 60269-4:2009 + A1:2012 |
| DIN CLC/TR 60269-5    | VDE 0636-5                          | 2012-06 | Niederspannungssicherungen – Teil 5: Leitfaden für die Anwendung von Niederspannungssicherungen – (IEC/TR 60269-5:2010); Deutsche Fassung CLC/TR 60269-5:2011 |
| DIN EN 60269-6        | VDE 0636-6                          | 2011-11 | Niederspannungssicherungen – Teil 6: Zusätzliche Anforderungen an Sicherungseinsätze für den Schutz von solaren photovoltaischen Energieerzeugungssystemen – (IEC 60269-6:2010 + Corrigendum Dez. 2010); Deutsche Fassung EN 602696:2011 |
| DIN VDE 0636-21       | VDE 0636-21                         | 2015-03 | Niederspannungssicherungen (NH-System) – Teil 2: Zusätzliche Anforderungen an Sicherungen zum Gebrauch durch Elektrofachkräfte bzw. elektrotechnisch unterwiesene Personen (Sicherungen überwiegend für den industriellen Gebrauch) – Nationale Ergänzung 1: Schutz von elektrischen Sonderanlagen |
| DIN VDE 0636-31       | VDE 0636-31                         | 2015-03 | Niederspannungssicherungen – Teil 3: Zusätzliche Anforderungen an Sicherungen zum Gebrauch durch Laien (Sicherungen überwiegend für Hausinstallationen oder ähnliche Anwendungen) – Beispiele für genormte Sicherungssysteme A bis F – Nationale Ergänzung 1: Bemessungsspannung = AC 690 V und Bemessungsspannung = DC 600 V |
| DIN EN 61095          | VDE 0637-3                          | 2009-11 | Elektromechanische Schütze für Hausinstallationen und ähnliche Zwecke – (IEC 61095:2009); Deutsche Fassung EN 61095:2009 |
| DIN 57638             | VDE 0638                            | 1981-09 | Niederspannungs-Schaltgeräte – Schalter-Sicherungs-Einheiten – D0-System |
| DIN EN 61537          | VDE 0639                            | 2007-09 | Führungssysteme für Kabel und Leitungen – Kabelträgersysteme für elektrische Installationen – (IEC 61537:2006); Deutsche Fassung EN 61537:2007 |
| DIN EN 62019          | VDE 0640                            | 2015-07 | Elektrisches Installationsmaterial – Schutzschalter und ähnliche Geräte für Hausinstallationen – Hilfsschalter – (IEC 62019:1999 + A1:2002); Deutsche Fassung EN 62019:1999 + A1:2003 + A11:2005 + A12:2014 |
| DIN EN 50550          | VDE 0640-10                         | 2015-07 | Schutzeinrichtung gegen netzfrequente Überspannungen für Hausinstallationen und für ähnliche Anwendungen; – Deutsche Fassung EN 50550:2011 + AC:2012 + A1:2014 |
| DIN EN 50557          | VDE 0640-20                         | 2012-08 | Automatisch wiedereinschaltende Einrichtungen für Leitungsschutzschalter sowie Fehlerstrom-Schutzschalter mit und ohne eingebautem Überstromschutz (RCBOs und RCCBs) für Hausinstallationen und für ähnliche Anwendungen (ARDs); – Deutsche Fassung EN 50557:2011 |
| DIN EN 50557          | VDE 0640-20 Berichtigung 1          | 2013-01 | Berichtigung zu DIN EN 50557 (VDE 0640-20):2012-08 |
| DIN EN 60898-1        | VDE 0641-11 Beiblatt 1              | 2012-10 | Elektrisches Installationsmaterial – Leitungsschutzschalter für Hausinstallationen und ähnliche Zwecke – Teil 1: Leitungsschutzschalter für Wechselstrom (AC) – Beiblatt 1: Anwendungshinweise zum Einsatz von Leitungsschutzschaltern nach DIN EN 60898-1 (VDE 0641-11) und DIN EN 60898-2 (VDE 0641-12) |
| DIN EN 60898-1        | VDE 0641-11                         | 2006-03 | Elektrisches Installationsmaterial – Leitungsschutzschalter für Hausinstallationen und ähnliche Zwecke – Teil 1: Leitungsschutzschalter für Wechselstrom (AC) – (IEC 60898-1:2002, modifiziert + A1:2002, modifiziert); Deutsche Fassung EN 60898-1:2003 + A1:2004 + Corrigendum:2004 + A11:2005 |
| DIN EN 60898-1        | VDE 0641-11 Berichtigung 1          | 2009-02 | Berichtigungen zu DIN EN 60898-1 (VDE 0641-11):2006-03 |
| DIN EN 60898-1/A12    | VDE 0641-11/A12                     | 2009-02 | Elektrisches Installationsmaterial – Leitungsschutzschalter für Hausinstallationen und ähnliche Zwecke – Teil 1: Leitungsschutzschalter für Wechselstrom (AC); – Deutsche Fassung EN 60898-1:2003/A12:2008 |
| DIN EN 60898-1/A13    | VDE 0641-11/A13                     | 2013-01 | Elektrisches Installationsmaterial – Leitungsschutzschalter für Hausinstallationen und ähnliche Zwecke – Teil 1: Leitungsschutzschalter für Wechselstrom (AC); – Deutsche Fassung EN 60898-1:2003/A13:2012 |
| DIN EN 60898-2        | VDE 0641-12                         | 2007-03 | Elektrisches Installationsmaterial – Leitungsschutzschalter für Hausinstallationen und ähnliche Zwecke – Teil 2: Leitungsschutzschalter für Wechsel- und Gleichstrom (AC und DC) – (IEC 60898-2:2000 + A1:2003, modifiziert); Deutsche Fassung EN 60898-2:2006 |
| DIN VDE 0641-21       | VDE 0641-21                         | 2011-10 | Elektrisches Installationsmaterial – Leitungsschutzschalter für Hausinstallationen und ähnliche Zwecke – Teil 21: Selektive Haupt-Leitungsschutzschalter |
| DIN V VDE V 0641-100  | VDE V 0641-100                      | 2011-05 | Elektrisches Installationsmaterial – Leitungsschutzschalter für Hausinstallationen und ähnliche Zwecke – Leitungsschutzschalter für Wechselstrom (AC) – Teil 100: Anhang L – Besondere Anforderungen für Zusatzeinrichtungen |
| DIN EN 60934          | VDE 0642                            | 2013-11 | Geräteschutzschalter (GS) – (IEC 60934:2000 + A1:2007 + A2:2013); Deutsche Fassung EN 60934:2001 + A1:2007 + A2:2013 |
| DIN EN 60947-1        | VDE 0660-100 Beiblatt 1             | 2008-02 | Niederspannungsschaltgeräte – Überstrom-Schutzeinrichtungen – Teil 1: Anwendung der Kurzschlussbemessungswerte – (IEC/TR 61912-1:2007) |
| DIN EN 60947-1        | VDE 0660-100                        | 2015-09 | Niederspannungsschaltgeräte – Teil 1: Allgemeine Festlegungen – (IEC 60947-1:2007 + A1:2010 + A2:2014); Deutsche Fassung EN 60947-1:2007 + A1:2011 + A2:2014 |
| DIN EN 60947-2        | VDE 0660-101                        | 2014-01 | Niederspannungsschaltgeräte – Teil 2: Leistungsschalter – (IEC 60947-2:2006 + A1:2009 + A2:2013); Deutsche Fassung EN 60947-2:2006 + A1:2009 + A2:2013 |
| DIN EN 60947-4-1      | VDE 0660-102                        | 2014-02 | Niederspannungsschaltgeräte – Teil 4-1: Schütze und Motorstarter – Elektromechanische Schütze und Motorstarter – (IEC 609474-1:2009 +A1:2012); Deutsche Fassung EN 60947-4-1:2010 + A1:2012 |
| DIN EN 60947-3        | VDE 0660-107                        | 2012-12 | Niederspannungsschaltgeräte – Teil 3: Lastschalter, Trennschalter, Lasttrennschalter und Schalter-Sicherungs-Einheiten – (IEC 60947-3:2008 + A1:2012); Deutsche Fassung EN 60947-3:2009 + A1:2012 |
| DIN EN 60947-3        | VDE 0660-107 Berichtigung 1         | 2015-03 | Berichtigung zu DIN EN 60947-3 (VDE 0660-107):2012-12; (IEC-Cor.:2013 zu IEC 60947-3:2008/A1:2012) |
| DIN EN 60947-4-3      | VDE 0660-109                        | 2015-04 | Niederspannungsschaltgeräte – Teil 4-3: Schütze und Motorstarter – Halbleiter-Steuergeräte und -Schütze für nichtmotorische Lasten für Wechselspannung – (IEC 60947-4-3:2014); Deutsche Fassung EN 60947-4-3:2014 |
| DIN VDE 0660-112      | VDE 0660-112                        | 1987-02 | Schaltgeräte – Zusatzbestimmung für Gleichstrom-Lastschalter, -Trenner und -Lasttrenner über 1200 V bis 3000 V |
| DIN EN 60947-6-1      | VDE 0660-114                        | 2014-09 | Niederspannungsschaltgeräte – Teil 6-1: Mehrfunktionsschaltgeräte – Netzumschalter – (IEC 60947-6-1:2005 + A1:2013); Deutsche Fassung EN 60947-6-1:2005 + A1:2014 |
| DIN EN 60947-6-2      | VDE 0660-115                        | 2007-12 | Niederspannungsschaltgeräte – Teil 6-2: Mehrfunktions-Schaltgeräte – Steuer- und Schutz-Schaltgeräte (CPS) – (IEC 60947-62:2002 + A1:2007); Deutsche Fassung EN 60947-6-2:2003 + A1:2007 |
| DIN EN 60947-4-2      | VDE 0660-117                        | 2013-05 | Niederspannungsschaltgeräte – Teil 4-2: Schütze und Motorstarter – Halbleiter-Motor-Steuergeräte und -Starter für Wechselspannungen – (IEC 60947-4-2:2011 + Cor.:2012); Deutsche Fassung EN 60947-4-2:2012 |
| DIN EN 60947-5-1      | VDE 0660-200                        | 2010-04 | Niederspannungsschaltgeräte – Teil 5-1: Steuergeräte und Schaltelemente – Elektromechanische Steuergeräte – (IEC 60947-51:2003 + A1:2009); Deutsche Fassung EN 60947-5-1:2004 + Cor.:2005 + A1:2009 |
| DIN EN 60947-5-2      | VDE 0660-208                        | 2014-01 | Niederspannungsschaltgeräte – Teil 5-2: Steuergeräte und Schaltelemente – Näherungsschalter – (IEC 60947-5-2:2007 + A1:2012); Deutsche Fassung EN 60947-5-2:2007 + A1:2012 |
|                       | VDE-AR-E 2660-208 Anwendungsregel   | 2012-09 | Niederspannungsschaltgeräte – Näherungsschalter mit Teach-in-(Einlern-)Funktion |
| DIN VDE 0660-209      | VDE 0660-209                        | 1988-01 | Niederspannungsschaltgeräte – Zusatzbestimmung für berührungslos wirkende Positionsschalter für Sicherheitsfunktionen |
| DIN EN 60947-5-5      | VDE 0660-210                        | 2015-12 | Niederspannungsschaltgeräte – Teil 5-5: Steuergeräte und Schaltelemente – Elektrisches NOT-AUS-Gerät mit mechanischer Verrastfunktion – (IEC 60947-5-5:1997 + A1:2005); Deutsche Fassung EN 60947-5-5:1997 + A1:2005 + A11:2013 |
| DIN EN 60947-5-4      | VDE 0660-211                        | 2005-03 | Niederspannungsschaltgeräte – Teil 5-4: Steuergeräte und Schaltelemente – Verfahren zur Abschätzung der Leistungsfähigkeit von Schwachstromkontakten – Besondere Prüfungen – (IEC 60947-5-4:2002); Deutsche Fassung EN 60947-5-4:2003 |
| DIN EN 60947-5-6      | VDE 0660-212                        | 2000-12 | Niederspannungsschaltgeräte – Steuergeräte und Schaltelemente; Gleichstrom-Schnittstelle für Näherungssensoren und Schaltverstärker (NAMUR) – (IEC 60947-5-6:1999) Deutsche Fassung EN 60947-5-6:2000 |
| DIN EN 60947-5-7      | VDE 0660-213                        | 2004-06 | Niederspannungsschaltgeräte – Teil 5-7: Steuergeräte und Schaltelemente – Anforderungen an Näherungssensoren mit Analogausgang – (IEC 60947-5-7:2003); Deutsche Fassung EN 60947-5-7:2003 |
| DIN EN 60947-5-3      | VDE 0660-214                        | 2014-12 | Niederspannungsschaltgeräte – Teil 5-3: Steuergeräte und Schaltelemente – Anforderungen für Näherungsschalter mit definiertem Verhalten unter Fehlerbedingungen (PDDB) – (IEC 60947-5-3:2013); Deutsche Fassung EN 60947-5-3:2013 |
| DIN EN 60947-5-8      | VDE 0660-215                        | 2007-08 | Niederspannungsschaltgeräte – Teil 5-8: Steuergeräte und Schaltelemente – Drei-Stellungs-Zustimmschalter – (IEC 60947-58:2006); Deutsche Fassung EN 60947-5-8:2006 |
| DIN EN 60947-5-9      | VDE 0660-216                        | 2008-06 | Niederspannungsschaltgeräte – Teil 5-9: Steuergeräte und Schaltelemente – Durchflussmengenschalter – (IEC 60947-5-9:2006); Deutsche Fassung EN 60947-5-9:2007 |
| DIN EN 60947-8        | VDE 0660-302                        | 2013-07 | Niederspannungsschaltgeräte – Teil 8: Auslösegeräte für den eingebauten thermischen Schutz (PTC) von rotierenden elektrischen Maschinen – (IEC 60947-8:2003 + A1:2006 + A2:2011); Deutsche Fassung EN 60947-8:2003 + A1:2006 + A2:2012 |
| DIN VDE 0660-505      | VDE 0660-505                        | 1998-10 | Niederspannung-Schaltgerätekombinationen – Bestimmung für Hausanschlußkästen und Sicherungskästen |
| DIN VDE 0660-507      | VDE 0660-507                        | 1997-11 | Niederspannungs-Schaltgerätekombinationen – Verfahren zur Ermittlung der Erwärmung von partiell typgeprüften Niederspannung-Schaltgerätekombinationen (PTSK) durch Extrapolation – (IEC 60890/A1:1995); Deutsche Fassung HD 528 S2:1997 |
| DIN EN 62208          | VDE 0660-511                        | 2012-06 | Leergehäuse für Niederspannungs-Schaltgerätekombinationen – Allgemeine Anforderungen – (IEC 62208:2011); Deutsche Fassung EN 62208:2011 |
| DIN EN 50274          | VDE 0660-514                        | 2002-11 | Niederspannungs-Schaltgerätekombinationen – Schutz gegen elektrischen Schlag – Schutz gegen unabsichtliches direktes Berühren gefährlicher aktiver Teile; – Deutsche Fassung EN 50274:2002 |
| DIN EN 50274          | VDE 0660-514 Berichtigung 1         | 2009-11 | Berichtigung zu DIN EN 50274 (VDE 0660-514):2002-11; Deutsche Fassung CENELEC-Cor.:2009 zu EN 50274:2002 |
| DIN EN 61439-1        | VDE 0660-600-1 Beiblatt 1           | 2014-06 | Niederspannungs-Schaltgerätekombinationen – Teil 1: Allgemeine Festlegungen; Beiblatt 1: Leitfaden für die Spezifikation von Schaltgerätekombinationen – (IEC/TR 61439-0:2013) |
| DIN EN 61439-1        | VDE 0660-600-1 Beiblatt 2           | 2016-02 | Niederspannungs-Schaltgerätekombinationen – Teil 1: Allgemeine Festlegungen; Beiblatt 2: Verfahren zum Nachweis der Erwärmung von Niederspannungs-Schaltgerätekombinationen durch Berechnung – (IEC/TR 60890:2014) |
| DIN EN 61439-1        | VDE 0660-600-1                      | 2012-06 | Niederspannungs-Schaltgerätekombinationen – Teil 1: Allgemeine Festlegungen – (IEC 61439-1:2011); Deutsche Fassung EN 61439-1:2011 |
| DIN EN 61439-1 Bbl 1  | VDE 0660-600-1 Bbl 1 Berichtigung 1 | 2014-12 | Berichtigung zu DIN EN 61439-1 Beiblatt 1 (VDE 0660-600-1 Beiblatt 1):2014-06 |
| DIN EN 61439-2        | VDE 0660-600-2 Beiblatt 1           | 2016-01 | Niederspannungs-Schaltgerätekombinationen – Teil 2: Energie-Schaltgerätekombinationen; Beiblatt 1: Leitfaden für die Prüfung unter Störlichtbogenbedingungen infolge eines inneren Fehlers – (IEC/TR 61641:2014) |
| DIN EN 61439-2        | VDE 0660-600-2                      | 2012-06 | Niederspannungs-Schaltgerätekombinationen – Teil 2: Energie-Schaltgerätekombinationen – (IEC 61439-2:2011); Deutsche Fassung EN 61439-2:2011 |
| DIN EN 61439-3        | VDE 0660-600-3                      | 2013-02 | Niederspannungs-Schaltgerätekombinationen – Teil 3: Installationsverteiler für die Bedienung durch Laien (DBO) – (IEC 614393:2012); Deutsche Fassung EN 61439-3:2012 |
| DIN EN 61439-3        | VDE 0660-600-3 Berichtigung 1       | 2014-10 | Berichtigung zu DIN EN 61439-3 (VDE 0660-600-3):2013-02; (IEC-Cor.:2013 zu IEC 61439-3:2012) |
| DIN EN 61439-4        | VDE 0660-600-4                      | 2013-09 | Niederspannungs-Schaltgerätekombinationen – Teil 4: Besondere Anforderungen für Baustromverteiler (BV) – (IEC 614394:2012); Deutsche Fassung EN 61439-4:2013 |
| DIN EN 61439-5        | VDE 0660-600-5                      | 2015-10 | Niederspannungs-Schaltgerätekombinationen – Teil 5: Schaltgerätekombinationen in öffentlichen Energieverteilungsnetzen – (IEC 61439-5:2014 + Cor.:2015); Deutsche Fassung EN 61439-5:2015 |
| DIN EN 61439-6        | VDE 0660-600-6                      | 2013-06 | Niederspannungs-Schaltgerätekombinationen – Teil 6: Schienenverteilersysteme (busways) – (IEC 61439-6:2012); Deutsche Fassung EN 61439-6:2012 |
| DIN IEC/TS 61439-7    | VDE V 0660-600-7                    | 2014-10 | Niederspannungs-Schaltgerätekombinationen – Teil 7: Schaltgerätekombinationen für bestimmte Anwendungen wie Marinas, Campingplätze, Marktplätze, Ladestationen für Elektrofahrzeuge – (IEC/TS 61439-7:2014) |
| DIN EN 62026-1        | VDE 0660-2026-1                     | 2008-05 | Niederspannungsschaltgeräte – Steuerung-Geräte-Netzwerke (CDIs) – Teil 1: Allgemeine Festlegungen – (IEC 62026-1:2007); Deutsche Fassung EN 62026-1:2007 |
| DIN EN 62026-2        | VDE 0660-2026-2                     | 2015-03 | Niederspannungsschaltgeräte – Steuerung-Geräte-Netzwerke (CDIs) – Teil 2: Aktuator Sensor Interface (AS-i) – (IEC 620262:2008, modifiziert); Deutsche Fassung EN 62026-2:2013 |
| DIN EN 62026-2        | VDE 0660-2026-2 Berichtigung 1      | 2015-12 | Berichtigung zu DIN EN 62026-2 (VDE 0660-2026-2):2015-03 |
| DIN EN 62026-3        | VDE 0660-2026-3                     | 2016-04 | Niederspannungsschaltgeräte – Steuerung-Geräte-Netzwerke (CDIs) – Teil 3: DeviceNet – (IEC 62026-3:2014 + COR1:2015); Deutsche Fassung EN 62026-3:2015 |
| DIN EN 62026-7        | VDE 0660-2026-7                     | 2014-12 | Niederspannungsschaltgeräte – Steuerung-Geräte-Netzwerke (CDIs) – Teil 7: CompoNet – (IEC 62026-7:2010, modifiziert); Deutsche Fassung EN 62026-7:2013 |
| DIN EN 62626-1        | VDE 0660-2626-1                     | 2014-12 | Gekapselte Niederspannungsschaltgeräte – Teil 1: Gekapselte Lasttrennschalter außerhalb des Anwendungsbereiches von IEC 60947-3, zum Trennen während der Reparatur- und Wartungsarbeit – (IEC 62626-1:2014); Deutsche Fassung EN 62626-1:2014 |
| DIN VDE 0661          | VDE 0661                            | 1988-04 | Ortsveränderliche Schutzeinrichtungen zur Schutzpegelerhöhung für Nennwechselspannung Un = 230 V, Nennstrom In = 16 A, Nenndifferenzstrom In <= 30 mA |
| DIN VDE 0661-10       | VDE 0661-10 Beiblatt 1              | 2014-02 | Elektrisches Installationsmaterial – Ortsveränderliche Fehlerstrom-Schutzeinrichtungen ohne eingebauten Überstromschutz für Hausinstallationen und für ähnliche Anwendungen (PRCDs) – Beiblatt 1: Anwendungshinweise zum Einsatz von PRCDs nach DIN-VDE-0661-10 (VDE-0661-10) und DIN VDE 0661 (VDE 0661) |
| DIN VDE 0661-10       | VDE 0661-10                         | 2004-06 | Elektrisches Installationsmaterial – Ortsveränderliche Fehlerstrom-Schutzeinrichtungen ohne eingebauten Überstromschutz für Hausinstallationen und für ähnliche Anwendungen (PRCDs) – (IEC 61540:1997 + A1:1998, modifiziert); Deutsche Fassung HD 639 S1:2002 + A1:2003 + Corrigendum:2003 |
| DIN VDE 0661-10/A2    | VDE 0661-10/A2                      | 2011-01 | Elektrisches Installationsmaterial – Ortsveränderliche Fehlerstrom-Schutzeinrichtungen ohne eingebauten Überstromschutz für Hausinstallationen und für ähnliche Anwendungen (PRCDs); – Deutsche Fassung HD 639 S1:2002/A2:2010 |
| DIN EN 62020          | VDE 0663                            | 2005-11 | Elektrisches Installationsmaterial – Differenzstrom-Überwachungsgeräte für Hausinstallationen und ähnliche Verwendungen (RCMs) – (IEC 62020:1998 + A1:2003, modifiziert); Deutsche Fassung EN 62020:1998 + A1:2005 |
| DIN EN 61008-1        | VDE 0664-10 Beiblatt 1              | 2012-10 | Fehlerstrom-/Differenzstrom-Schutzschalter ohne eingebauten Überstromschutz (RCCBs) für Hausinstallationen und für ähnliche Anwendungen – Teil 1: Allgemeine Anforderungen – Beiblatt 1: Anwendungshinweise zum Einsatz von RCCBs nach DIN EN 61008-1 (VDE 0664-10) |
| DIN EN 61008-1        | VDE 0664-10                         | 2015-11 | Fehlerstrom-/Differenzstrom-Schutzschalter ohne eingebauten Überstromschutz (RCCBs) für Hausinstallationen und für ähnliche Anwendungen – Teil 1: Allgemeine Anforderungen – (IEC 61008-1:2010, modifiziert + A1:2012, modifiziert + A2:2013, modifiziert + A2:2013/Cor.:2014); Deutsche Fassung EN 61008-1:2012 + A1:2014 + A2:2014 |
| DIN EN 61008-2-1      | VDE 0664-11                         | 1999-12 | Fehlerstrom-/Differenzstrom-Schutzschalter ohne eingebauten Überstromschutz (RCCBs) für Hausinstallationen und für ähnliche Anwendungen – Anwendung der allgemeinen Anforderungen auf netzspannungsunabhängige RCCBs – (IEC 61008-2-1:1990); Deutsche Fassung EN 61008-2-1:1994 + A11:1998 + Corrigendum 1999 |
| DIN EN 61009-1        | VDE 0664-20                         | 2015-11 | Fehlerstrom-/Differenzstrom-Schutzschalter mit eingebautem Überstromschutz (RCBOs) für Hausinstallationen und für ähnliche Anwendungen – Teil 1: Allgemeine Anforderungen – (IEC 61009-1:2010, modifiziert + A1:2012, modifiziert + A1:2012/Cor.:2012 + A2:2013, modifiziert + A2:2013/Cor.:2014); Deutsche Fassung EN 61009-1:2012 + A1:2014 + A2:2014                                                                                          |
| DIN EN 61009-2-1      | VDE 0664-21                         | 1999-12 | Fehlerstrom-Schutzschalter mit eingebautem Überstromschutz (RCBOs) für Hausinstallationen und ähnliche Anwendungen – Anwendung der allgemeinen Anforderungen auf netzspannungsunabhängige RCBOs – (IEC 61009-2-1:1991); Deutsche Fassung EN 61009-2-1:1994 + A11:1998 + Corr. 1999 |
| DIN EN 61543          | VDE 0664-30                         | 2006-06 | Fehlerstromschutzeinrichtungen (RCDs) für Hausinstallationen und ähnliche Verwendung – Elektromagnetische Verträglichkeit – (IEC 61543:1995 + A2:2005); Deutsche Fassung EN 61543:1995 + Corrigendum 1997 + A11:2003 + Corrigendum 2004 + A12:2005 + A2:2006 |
| DIN EN 61543          | VDE 0664-30 Berichtigung 1          | 2007-06 | Berichtigungen zu DIN EN 61543 (VDE 0664-30):2006-06 |
| DIN EN 62423          | VDE 0664-40                         | 2013-08 | Fehlerstrom-/Differenzstrom-Schutzschalter Typ F und Typ B mit und ohne eingebautem Überstromschutz für Hausinstallationen und für ähnliche Anwendungen – (IEC 62423:2009, modifiziert + corrigendum Dez. 2011); Deutsche Fassung EN 62423:2012 |
| DIN VDE 0664-50       | VDE 0664-50                         | 2015-11 | Fehlerstrom-/Differenzstrom-Schutzeinrichtung mit oder ohne Überstromschutz für Steckdosen für Hausinstallationen und für ähnliche Anwendungen – (IEC 62640:2011, modifiziert); Deutsche Fassung HD 62640:2015 |
| DIN VDE 0664-101      | VDE 0664-101                        | 2003-10 | Fehlerstrom/Differenzstrom-Schutzschalter ohne eingebauten Überstromschutz für Hausinstallationen und ähnliche Anwendungen (RCCBs) – Teil 3: Anwendungen der allgemeinen Anforderungen auf RCCBs für Wechselspannungen über 440 V bzw. Bemessungsströme über 125 A |
| DIN V VDE V 0664-120  | VDE V 0664-120                      | 2010-07 | Fehlerstrom-/Differenzstrom-Schutzschalter ohne eingebauten Überstromschutz (RCCBs) für Hausinstallationen und für ähnliche Anwendungen – Teil 120: Anhang M – Besondere Anforderungen für Zusatzeinrichtungen |
| DIN V VDE V 0664-220  | VDE V 0664-220                      | 2010-07 | Fehlerstrom-/Differenzstrom-Schutzschalter mit eingebautem Überstromschutz (RCBOs) für Hausinstallationen und für ähnliche Anwendungen – Teil 220: Anhang M – Besondere Anforderungen für Zusatzeinrichtungen |
| DIN VDE 0664-400      | VDE 0664-400                        | 2012-05 | Fehlerstrom-Schutzschalter Typ B ohne eingebauten Überstromschutz zur Erfassung von Wechsel- und Gleichfehlerströmen für den gehobenen vorbeugenden Brandschutz – Teil 400: RCCB Typ B+ |
| DIN VDE 0664-401      | VDE 0664-401                        | 2012-05 | Fehlerstrom-Schutzschalter Typ B mit eingebautem Überstromschutz zur Erfassung von Wechsel- und Gleichfehlerströmen für den gehobenen vorbeugenden Brandschutz – Teil 401: RCBO Typ B+ |
| DIN V VDE V 0664-420  | VDE V 0664-420                      | 2010-07 | Typ B Fehlerstrom-/Differenzstrom-Schutzschalter mit und ohne eingebautem Überstromschutz für Hausinstallationen und für ähnliche Anwendungen (Typ B RCCBs und Typ B RCBOs) – Teil 420: Anhang M – Besondere Anforderungen für Zusatzeinrichtungen |
| DIN EN 62606          | VDE 0665-10                         | 2014-08 | Allgemeine Anforderungen an Fehlerlichtbogen-Schutzeinrichtungen – (IEC 62606:2013, modifiziert); Deutsche Fassung EN 62606:2013 |
| DIN 57669             | VDE 0669                            | 1983-10 | Isolatoren für Elektrozaunanlagen |
| DIN EN 60282-1        | VDE 0670-4                          | 2015-05 | Hochspannungssicherungen – Teil 1: Strombegrenzende Sicherungen – (IEC 60282-1:2009 + A1:2014); Deutsche Fassung EN 60282-1:2009 + A1:2014 |
| DIN EN 61166          | VDE 0670-111                        | 1994-08 | Hochspannungs-Wechselstrom-Leistungsschalter – Leitfaden für die Erdbeben-Qualifikation von Hochspannungs-Wechselstrom-Leistungsschaltern – (IEC 61166:1993); Deutsche Fassung EN 61166:1993 |
| DIN EN 60644          | VDE 0670-401                        | 2010-07 | Anforderungen für Hochspannungs-Sicherungseinsätze für Motorstromkreise – (IEC 60644:2009); Deutsche Fassung EN 60644:2009 |
| DIN VDE 0670-402      | VDE 0670-402                        | 2014-11 | Wechselstromschaltgeräte für Spannungen über 1 kV – Auswahl von strombegrenzenden Sicherungseinsätzen für Transformatorstromkreise |
| DIN EN 60549          | VDE 0670-404                        | 2014-02 | Hochspannungssicherungen für den externen Schutz von Parallelkondensatoren – (IEC 60549:2013); Deutsche Fassung EN 60549:2013 |
| DIN EN 50532          | VDE 0670-699                        | 2011-01 | Kompakte Gerätekombination für Verteilungsstationen (CEADS); – Deutsche Fassung EN 50532:2010 |
| DIN VDE 0670-801      | VDE 0670-801                        | 1987-04 | Wechselstromschaltgeräte für Spannungen über 1 kV – Kapselungen aus Leichtmetallguß für gasgefüllte Hochspannungs-Schaltgeräte und -Schaltanlagen; – Deutsche Fassung EN 50052:1986 |
| DIN EN 50052/A2       | VDE 0670-801/A2                     | 1995-10 | Kapselungen aus Leichtmetallguß für gasgefüllte Hochspannungs-Schaltgeräte und -Schaltanlagen – Änderung 2; – Deutsche Fassung EN 50052:1986/A2:1993 |
| DIN EN 50052/A2       | VDE 0670-801/A2 Berichtigung 1      | 2008-06 | Berichtigungen zu DIN EN 50052/A2 (VDE 0670-801/A2):1995-10; Deutsche Fassung CENELEC-Cor.:2007 zu EN 50052:1986/A2:1993 |
| DIN VDE 0670-803      | VDE 0670-803                        | 1991-05 | Wechselstromschaltgeräte für Spannungen über 1 kV – Kapselungen aus Aluminium und Aluminium-Knetlegierungen für gasgefüllte Hochspannungs-Schaltgeräte und -Schaltanlagen; – Deutsche Fassung EN 50064:1989 |
| DIN EN 50064/A1       | VDE 0670-803/A1                     | 1995-10 | Kapselungen aus Aluminium und Aluminium-Knetlegierungen für gasgefüllte Hochspannungs-Schaltgeräte und -Schaltanlagen – Änderung 1; – Deutsche Fassung EN 50064:1989/A1:1993 |
| DIN EN 50064/A1       | VDE 0670-803/A1 Berichtigung 1      | 2008-06 | Berichtigungen zu DIN EN 50064/A1 (VDE 0670-803/A1):1995-10; Deutsche Fassung CENELEC-Cor.:2007 zu EN 50064:1989/A1:1993 |
| DIN EN 50068          | VDE 0670-804                        | 1993-08 | Wechselstromschaltgeräte für Spannungen über 1 kV – Kapselungen aus Schmiedestahl für gasgefüllte Hochspannungs-Schaltgeräte und -Schaltanlagen; – Deutsche Fassung EN 50068:1991 |
| DIN EN 50068          | VDE 0670-804 Berichtigung 1         | 2008-06 | Berichtigungen zu DIN EN 50068 (VDE 0670-804):1993-08; Deutsche Fassung CENELEC-Cor.:2007 zu EN 50068:1991 |
| DIN EN 50068/A1       | VDE 0670-804/A1                     | 1995-10 | Kapselungen aus Schmiedestahl für gasgefüllte Hochspannungs-Schaltgeräte und -Schaltanlagen – Änderung 1; – Deutsche Fassung EN 50068:1991/A1:1993 |
| DIN EN 50069          | VDE 0670-805                        | 1993-08 | Wechselstromschaltgeräte für Spannungen über 1 kV – Geschweißte Kapselungen von Teilen aus Leichtmetallguß und Aluminium-Knetlegierungen für gasgefüllte Hochspannungs-Schaltgeräte und -Schaltanlagen; – Deutsche Fassung EN 50069:1991 |
| DIN EN 50069          | VDE 0670-805 Berichtigung 1         | 2008-06 | Berichtigungen zu DIN EN 50069 (VDE 0670-805):1993-08; Deutsche Fassung CENELEC-Cor.:2007 zu EN 50069:1991 |
| DIN EN 50069/A1       | VDE 0670-805/A1                     | 1995-10 | Geschweißte Kapselungen von Teilen aus Leichtmetallguß und Aluminium-Knetlegierungen für gasgefüllte Hochspannungs-Schaltgeräte und -Schaltanlagen – Änderung 1; – Deutsche Fassung EN 50069:1991/A1:1993 |
| DIN EN 50089          | VDE 0670-806                        | 1994-04 | Gießharz-Zwischenwände für metallgekapselte gasgefüllte Hochspannungs-Schaltgeräte und -Schaltanlagen; – Deutsche Fassung EN 50089:1992 |
| DIN EN 50089/A1       | VDE 0670-806/A1                     | 1995-10 | Gießharz-Zwischenwände für metallgekapselte gasgefüllte Hochspannungs-Schaltgeräte und -Schaltanlagen – Änderung 1; – Deutsche Fassung EN 50089:1992/A1:1994 |
| DIN EN 50187          | VDE 0670-811                        | 1997-05 | Gasgefüllte Schotträume für Wechselstrom-Schaltgeräte und -Schaltanlagen mit Nennspannungen über 1 kV bis einschließlich 52 kV; – Deutsche Fassung EN 50187:1994 |
| DIN EN 62271-1        | VDE 0671-1                          | 2009-08 | Hochspannungs-Schaltgeräte und -Schaltanlagen – Teil 1: Gemeinsame Bestimmungen – (IEC 62271-1:2007); Deutsche Fassung EN 62271-1:2008 |
| DIN EN 62271-1/A1     | VDE 0671-1/A1                       | 2012-04 | Hochspannungs-Schaltgeräte und -Schaltanlagen – Teil 1: Gemeinsame Bestimmungen – (IEC 62271-1:2007/A1:2011); Deutsche Fassung EN 62271-1:2008/A1:2011 |
| DIN EN 62271-3        | VDE 0671-3                          | 2016-02 | Hochspannungs-Schaltgeräte und -Schaltanlagen – Teil 3: Digitale Schnittstellen nach IEC 61850 – (IEC 62271-3:2015); Deutsche Fassung EN 62271-3:2015 |
| DIN EN 62271-4        | VDE 0671-4                          | 2014-06 | Hochspannungs-Schaltgeräte und -Schaltanlagen – Teil 4: Handhabungsmethoden im Umgang mit Schwefelhexafluorid (SF6) und seinen Mischgasen – (IEC 62271-4:2013); Deutsche Fassung EN 62271-4:2013 |
| DIN EN 62271-100      | VDE 0671-100                        | 2013-08 | Hochspannungs-Schaltgeräte und -Schaltanlagen – Teil 100: Wechselstrom-Leistungsschalter – (IEC 62271-100:2008 + A1:2012); Deutsche Fassung EN 62271-100:2009 + A1:2012 |
| DIN EN 62271-101      | VDE 0671-101                        | 2013-08 | Hochspannungs-Schaltgeräte und -Schaltanlagen – Teil 101: Synthetische Prüfung – (IEC 62271-101:2012); Deutsche Fassung EN 62271-101:2013 |
| DIN EN 62271-102      | VDE 0671-102                        | 2012-06 | Hochspannungs-Schaltgeräte und -Schaltanlagen – Teil 102: Wechselstrom-Trennschalter und -Erdungsschalter – (IEC 62271102:2001 + Corrigenda 2002 & 2003 + A1:2011); Deutsche Fassung EN 62271-102:2002 + Cor.:2008 + A1:2011 |
| DIN EN 62271-102      | VDE 0671-102 Berichtigung 1         | 2016-01 | Berichtigung zu DIN EN 62271-102 (VDE 0671-102):2012-06; (IEC-Cor.:2014 zu IEC 62271-102:2001) |
| DIN EN 62271-102/A2   | VDE 0671-102/A2                     | 2013-12 | Hochspannungs-Schaltgeräte und -Schaltanlagen – Teil 102: Wechselstrom-Trennschalter und -Erdungsschalter – (IEC 62271102:2001/A2:2013); Deutsche Fassung EN 62271-102:2002/A2:2013 |
| DIN EN 62271-103      | VDE 0671-103                        | 2012-04 | Hochspannungs-Schaltgeräte und -Schaltanlagen – Teil 103: Lastschalter für Bemessungsspannungen über 1 kV bis einschließlich 52 kV – (IEC 62271-103:2011); Deutsche Fassung EN 62271-103:2011 |
| DIN EN 62271-103      | VDE 0671-103 Berichtigung 1         | 2016-05 | Berichtigung zu DIN EN 62271-103 (VDE 0671-103):2012-04; (IEC-Cor.:2013 zu IEC 62271-103:2011) |
| DIN EN 62271-104      | VDE 0671-104                        | 2015-11 | Hochspannungs-Schaltgeräte und -Schaltanlagen – Teil 104: Wechselstrom-Lastschalter für Bemessungsspannungen über 52 kV – (IEC 62271-104:2015); Deutsche Fassung EN 62271-104:2015 |
| DIN EN 62271-105      | VDE 0671-105                        | 2013-08 | Hochspannungs-Schaltgeräte und -Schaltanlagen – Teil 105: Wechselstrom-Lastschalter-Sicherungs-Kombinationen für Bemessungsspannungen über 1 kV bis einschließlich 52 kV – (IEC 62271-105:2012); Deutsche Fassung EN 62271-105:2012 |
| DIN EN 62271-106      | VDE 0671-106                        | 2012-06 | Hochspannungs-Schaltgeräte und -Schaltanlagen – Teil 106: Wechselstrom-Schütze, Kombinationsstarter und Motorstarter mit Schützen – (IEC 62271-106:2011); Deutsche Fassung EN 62271-106:2011 |
| DIN EN 62271-107      | VDE 0671-107                        | 2013-03 | Hochspannungs-Schaltgeräte und -Schaltanlagen – Teil 107: Wechselstrom-Leistungsschalter-Sicherungs-Kombinationen für Bemessungsspannungen über 1 kV bis einschließlich 52 kV – (IEC 62271-107:2012); Deutsche Fassung EN 62271-107:2012 |
| DIN EN 62271-108      | VDE 0671-108                        | 2006-10 | Hochspannungs-Schaltgeräte und -Schaltanlagen – Teil 108: Hochspannungs-Wechselstrom-Leistungsschalter mit Trennfunktion für Bemessungsspannungen größer oder gleich 72,5 kV – (IEC 62271-108:2005); Deutsche Fassung EN 62271-108:2006 |
| DIN EN 62271-109      | VDE 0671-109                        | 2014-02 | Hochspannungs-Schaltgeräte und -Schaltanlagen – Teil 109: Wechselstrom-Überbrückungsschalter für Reihenkondensatoren – (IEC 62271-109:2008 + A1:2013); Deutsche Fassung EN 62271-109:2009 + A1:2013 |
| DIN EN 62271-110      | VDE 0671-110                        | 2013-08 | Hochspannungs-Schaltgeräte und -Schaltanlagen – Teil 110: Schalten induktiver Lasten – (IEC 62271-110:2012 + corrigendum Oct. 2012); Deutsche Fassung EN 62271-110:2012 |
| DIN EN 62271-112      | VDE 0671-112                        | 2014-06 | Hochspannungs-Schaltgeräte und -Schaltanlagen – Teil 112: Schnellschaltende Wechselstrom-Erdungsschalter zum Löschen von sekundären Lichtbögen auf Freileitungen – (IEC 62271-112:2013); Deutsche Fassung EN 62271-112:2013 |
| DIN EN 62271-200      | VDE 0671-200                        | 2012-08 | Hochspannungs-Schaltgeräte und -Schaltanlagen – Teil 200: Metallgekapselte Wechselstrom-Schaltanlagen für Bemessungsspannungen über 1 kV bis einschließlich 52 kV – (IEC 62271-200:2011); Deutsche Fassung EN 62271-200:2012 |
| DIN EN 62271-200      | VDE 0671-200 Berichtigung 1         | 2016-01 | Berichtigung zu DIN EN 62271-200 (VDE 0671-200):2012-08; (IEC-Cor.:2015 zu IEC 62271-200:2011) |
| DIN EN 62271-201      | VDE 0671-201                        | 2015-03 | Hochspannungs-Schaltgeräte und -Schaltanlagen – Teil 201: Isolierstoffgekapselte Wechselstrom-Schaltanlagen für Bemessungsspannungen über 1 kV bis einschließlich 52 kV – (IEC 62271-201:2014); Deutsche Fassung EN 62271-201:2014 |
| DIN EN 62271-202      | VDE 0671-202                        | 2015-02 | Hochspannungs-Schaltgeräte und -Schaltanlagen – Teil 202: Fabrikfertige Stationen für Hochspannung/Niederspannung – (IEC 62271-202:2014); Deutsche Fassung EN 62271-202:2014 |
| DIN EN 62271-203      | VDE 0671-203                        | 2012-11 | Hochspannungs-Schaltgeräte und -Schaltanlagen – Teil 203: Gasisolierte metallgekapselte Schaltanlagen für Bemessungsspannungen über 52 kV – (IEC 62271-203:2011); Deutsche Fassung EN 62271-203:2012 |
| DIN EN 62271-204      | VDE 0671-204                        | 2012-05 | Hochspannungs-Schaltgeräte und -Schaltanlagen – Teil 204: Starre gasisolierte Übertragungsleitungen für Bemessungsspannungen über 52 kV – (IEC 62271-204:2011); Deutsche Fassung EN 62271-204:2011 |
| DIN EN 62271-205      | VDE 0671-205                        | 2008-12 | Hochspannungs-Schaltgeräte und -Schaltanlagen – Teil 205: Kompakte Schaltgerätekombinationen für Bemessungsspannungen über 52 kV – (IEC 62271-205:2008); Deutsche Fassung EN 62271-205:2008 + Cor.:2008 |
| DIN EN 62271-206      | VDE 0671-206                        | 2011-11 | Hochspannungs-Schaltgeräte und -Schaltanlagen – Teil 206: Spannungsanzeigesysteme für Bemessungsspannungen über 1 kV bis einschließlich 52 kV – (IEC 62271-206:2011); Deutsche Fassung EN 62271-206:2011 |
| DIN EN 62271-207      | VDE 0671-207                        | 2013-02 | Hochspannungs-Schaltgeräte und -Schaltanlagen – Teil 207: Erdbebenqualifikation für gasisolierte Schaltgerätekombinationen mit Bemessungsspannungen über 52 kV – (IEC 62271-207:2012); Deutsche Fassung EN 62271-207:2012 |
| DIN CLC/TR 62271-208  | VDE 0671-208                        | 2012-05 | Hochspannungs-Schaltgeräte und -Schaltanlagen – Teil 208: Bestimmung der stationären, betriebsfrequenten elektromagnetischen Felder von HS-Schaltanlagen und fabrikfertigen HS-/NS-Stationen – (IEC/TR 62271-208:2009); Deutsche Fassung CLC/TR 62271-208:2010 |
| DIN EN 62271-209      | VDE 0671-209                        | 2008-07 | Hochspannungs-Schaltgeräte und -Schaltanlagen – Teil 209: Kabelanschlüsse für gasisolierte metallgekapselte Schaltanlagen für Bemessungsspannungen über 52 kV – Kabel mit fluidgefüllter und extrudierter Isolierung – Fluidgefüllte und feststoffisolierte Kabelendverschlüsse – (IEC 62271-209:2007); Deutsche Fassung EN 62271-209:2007 |
| DIN EN 62271-211      | VDE 0671-211                        | 2014-12 | Hochspannungs-Schaltgeräte und -Schaltanlagen – Teil 211: Direkte Verbindungen zwischen Leistungstransformatoren und gasisolierten metallgekapselten Schaltanlagen für Bemessungsspannungen über 52 kV -(IEC 62271-211:2014); Deutsche Fassung EN 62271-211:2014 |
| DIN EN 62271-211      | VDE 0671-211 Berichtigung 1         | 2016-01 | Berichtigung zu DIN EN 62271-211 (VDE 0671-211):2014-12; (IEC-Cor.:2015 zu IEC 62271-211:2014) |
| DIN EN 60168          | VDE 0674-1                          | 2001-12 | Prüfungen an Innenraum- und Freiluft-Stützisolatoren aus keramischem Werkstoff oder Glas für Systeme mit Nennspannungen über 1 kV – (IEC 60168:1994 + A1:1997 + A2:2000); Deutsche Fassung EN 60168:1994 + A1:1997 + A2:2000 |
| DIN IEC 0273          | VDE 0674-4                          | 1993-08 | Kenngrößen von Innenraum- und Freiluft-Stützisolatoren für Systeme mit Nennspannungen über 1 000 V – (IEC 60273:1990); Deutsche Fassung HD 578 S1:1992 |
| DIN EN 60137          | VDE 0674-5                          | 2009-07 | Isolierte Durchführungen für Wechselspannungen über 1 000 V – (IEC 60137:2008); Deutsche Fassung EN 60137:2008 |
| DIN EN 60437          | VDE 0674-6                          | 1998-06 | Funkstörprüfung an Hochspannungsisolatoren – (IEC 60437:1997); Deutsche Fassung EN 60437:1997 |
| DIN EN 62231          | VDE 0674-7                          | 2007-07 | Verbund-Stationsstützisolatoren für Unterwerke für Wechselspannung größer 1 kV bis 245 kV – Definitionen, Prüfmethoden und Annahmekriterien – (IEC 62231:2006); Deutsche Fassung EN 62231:2006 |
| DIN EN 62155          | VDE 0674-200                        | 2004-03 | Druckbeanspruchte und drucklose Hohlisolatoren aus keramischem Werkstoff und Glas für Anwendungen in elektrischen Betriebsmitteln mit Nennspannungen über 1 000 V – (IEC 62155:2003, modifiziert); Deutsche Fassung EN 62155:2003 |
| DIN EN 62199          | VDE 0674-501                        | 2005-04 | Durchführungen für Gleichspannungsanwendungen – (IEC 62199:2004); Deutsche Fassung EN 62199:2004 |
| DIN EN 60099-1        | VDE 0675-1                          | 2000-08 | Überspannungsableiter – Überspannungsableiter mit nichtlinearen Widerständen für Wechselspannungsnetze – (IEC 600991:1991 + A1:1999); Deutsche Fassung EN 60099-1:1994 + A1:1999 |
| DIN EN 60099-1        | VDE 0675-1 Berichtigung 1           | 2000-11 | Berichtigung zu DIN EN 60099-1 (VDE 0675 Teil 1):2000-08 |
| DIN EN 60099-4        | VDE 0675-4                          | 2015-07 | Überspannungsableiter – Teil 4: Metalloxidableiter ohne Funkenstrecken für Wechselspannungsnetze – (IEC 60099-4:2014); Deutsche Fassung EN 60099-4:2014 |
| DIN EN 60099-5        | VDE 0675-5                          | 2014-09 | Überspannungsableiter – Teil 5: Anleitung für die Auswahl und die Anwendung – (IEC 60099-5:2013); Deutsche Fassung EN 60099-5:2013 |
| DIN EN 61643-11       | VDE 0675-6-11                       | 2013-04 | Überspannungsschutzgeräte für Niederspannung – Teil 11: Überspannungsschutzgeräte für den Einsatz in Niederspannungsanlagen – Anforderungen und Prüfungen – (IEC 61643-11:2011, modifiziert); Deutsche Fassung EN 6164311:2012 |
| DIN CLC/TS 61643-12   | VDE V 0675-6-12                     | 2010-09 | Überspannungsschutzgeräte für Niederspannung – Teil 12: Überspannungsschutzgeräte für den Einsatz in Niederspannungsanlagen – Auswahl und Anwendungsgrundsätze – (IEC 61643-12:2008, modifiziert); Deutsche Fassung CLC/TS 61643-12:2009 |
| DIN EN 60099-8        | VDE 0675-8                          | 2011-11 | Überspannungsableiter – Teil 8: Metalloxid-Überspannungsableiter mit externer Serienfunkenstrecke (EGLA) für Übertragungs- und Verteilungsleitungen von Wechselstromsystemen über 1 kV – (IEC 60099-8:2011); Deutsche Fassung EN 60099-8:2011 |
| DIN EN 60099-9        | VDE 0675-9                          | 2015-08 | Überspannungsableiter – Teil 9: Metalloxidableiter ohne Funkenstrecken für HGÜ-Stromrichterstationen – (IEC 60099-9:2014); Deutsche Fassung EN 60099-9:2014 |
| DIN EN 50539-11       | VDE 0675-39-11                      | 2013-12 | Überspannungsschutzgeräte für Niederspannung – Überspannungsschutzgeräte für besondere Anwendungen einschließlich Gleichspannung – Teil 11: Anforderungen und Prüfungen für Überspannungsschutzgeräte für den Einsatz in Photovoltaik-Installationen; -Deutsche Fassung EN 50539-11:2013 |
| DIN EN 50539-11/A1    | VDE 0675-39-11/A1                   | 2015-09 | Überspannungsschutzgeräte für Niederspannung – Überspannungsschutzgeräte für besondere Anwendungen einschließlich Gleichspannung – Teil 11: Anforderungen und Prüfungen für Überspannungsschutzgeräte für den Einsatz in Photovoltaik-Installationen; – Deutsche Fassung EN 50539-11:2013/A1:2014 |
| DIN CLC/TS 50539-12   | VDE V 0675-39-12                    | 2014-09 | Überspannungsschutzgeräte für Niederspannung – Überspannungsschutzgeräte für besondere Anwendungen einschließlich Gleichspannung – Teil 12: Auswahl und Anwendungsgrundsätze – Überspannungsschutzgeräte für den Einsatz in Photovoltaik-Installationen; – Deutsche Fassung CLC/TS 50539-12:2013 |
| DIN CLC/TS 50539-22   | VDE V 0675-39-22                    | 2010-10 | Überspannungsschutzgeräte für Niederspannung – Überspannungsschutzgeräte für besondere Anwendungen einschließlich Gleichspannung – Teil 22: Auswahl und Anwendungsgrundsätze – Überspannungsschutzgeräte für den Einsatz in Windenergieanlagen; – Deutsche Fassung CLC/TS 50539-22:2010 |
| DIN VDE 0680-1        | VDE 0680-1                          | 2013-04 | Persönliche Schutzausrüstungen, Schutzvorrichtungen und Geräte zum Arbeiten an unter Spannung stehenden Teilen bis 1 000 V – Teil 1: Isolierende Schutzvorrichtungen |
| DIN 57680-3           | VDE 0680-3                          | 1977-09 | Körperschutzmittel, Schutzvorrichtungen und Geräte zum Arbeiten an unter Spannung stehenden Teilen bis 1000 V – Betätigungsstangen |
| DIN 57680-4           | VDE 0680-4                          | 1980-11 | Körperschutzmittel, Schutzvorrichtungen und Geräte zum Arbeiten an unter Spannung stehenden Teilen bis 1000 V – NH-Sicherungsaufsteckgriffe |
| DIN 57680-6           | VDE 0680-6                          | 1977-04 | Schutzbekleidung, Schutzvorrichtungen und Geräte zum Arbeiten an unter Spannung stehenden Betriebsmitteln bis 1000 V – Einpolige Spannungsprüfer bis 250 V Wechselspannung |
| DIN 57680-7           | VDE 0680-7                          | 1984-02 | Körperschutzmittel, Schutzvorrichtungen und Geräte zum Arbeiten an unter Spannung stehenden Teilen bis 1000 V – Paßeinsatzschlüssel |
| DIN VDE 0681-1        | VDE 0681-1                          | 1986-10 | Geräte zum Betätigen, Prüfen und Abschranken unter Spannung stehender Teile mit Nennspannungen über 1 kV – Allgemeine Festlegungen |
| DIN 57681-2           | VDE 0681-2                          | 1977-03 | Geräte zum Betätigen, Prüfen und Abschranken unter Spannung stehender Betriebsmittel mit Nennspannungen über 1 kV – Schaltstangen |
| DIN 57681-3           | VDE 0681-3                          | 1977-03 | Geräte zum Betätigen, Prüfen und Abschranken unter Spannung stehender Teile mit Nennspannungen über 1 kV – Sicherungszangen |
| DIN VDE 0681-6        | VDE 0681-6                          | 1985-06 | Geräte zum Betätigen, Prüfen und Abschranken unter Spannung stehender Teile mit Nennspannungen über 1 kV – Spannungsprüfer für Oberleitungsanlagen elektrischer Bahnen 15 kV, 16 2/3 Hz |
| DIN EN 61472          | VDE 0682-100                        | 2014-02 | Arbeiten unter Spannung – Mindest-Arbeitsabstände für Wechselspannungsnetze im Spannungsbereich von 72,5 kV bis 800 kV – Berechnungsverfahren – (IEC 61472:2013); Deutsche Fassung EN 61472:2013 |
| DIN EN 61318          | VDE 0682-120                        | 2009-02 | Arbeiten unter Spannung – Konformitätsbewertung anwendbar auf Werkzeuge, Geräte und Ausrüstungen – (IEC 61318:2007); Deutsche Fassung EN 61318:2008 |
| DIN EN 61477          | VDE 0682-130                        | 2010-02 | Arbeiten unter Spannung – Mindestanforderungen für die Nutzung von Werkzeugen, Geräten und Ausrüstungen – (IEC 61477:2009 + Corrigendum:2009); Deutsche Fassung EN 61477:2009 |
| DIN EN 61477          | VDE 0682-130 Berichtigung 1         | 2010-10 | Berichtigung zu DIN EN 61477 (VDE 0682-130):2010-02; Deutsche Fassung CENELEC-Cor.:2010 zu EN 61477:2009 |
| DIN EN 60900          | VDE 0682-201                        | 2013-04 | Arbeiten unter Spannung – Handwerkzeuge zum Gebrauch bis AC 1 000 V und DC 1 500 V – (IEC 60900:2012); Deutsche Fassung EN 60900:2012 |
| DIN EN 60832-1        | VDE 0682-211                        | 2010-12 | Arbeiten unter Spannung – Isolierende Stangen und auswechselbare Arbeitsköpfe – Teil 1: Isolierende Stangen – (IEC 608321:2010); Deutsche Fassung EN 60832-1:2010 + Cor.:2010 |
| DIN EN 60832-2        | VDE 0682-212                        | 2010-12 | Arbeiten unter Spannung – Isolierende Stangen und auswechselbare Arbeitsköpfe – Teil 2: Auswechselbare Arbeitsköpfe – (IEC 60832-2:2010); Deutsche Fassung EN 60832-2:2010 + Cor.:2010 |
| DIN EN 50508          | VDE 0682-213                        | 2009-11 | Isolierende Mehrzweckstangen für elektrische Betätigungen in Hochspannungsanlagen; – Deutsche Fassung EN 50508:2009 |
| DIN EN 50286          | VDE 0682-301                        | 2000-05 | Elektrisch isolierende Schutzkleidung für Arbeiten an Niederspannungsanlagen; – Deutsche Fassung EN 50286 :1999 |
| DIN EN 60895          | VDE 0682-304                        | 2004-07 | Arbeiten unter Spannung – Leitfähige Kleidung für die Verwendung bei Nenn-Wechselspannungen bis 800 kV und Gleichspannungen bis 600 kV – (IEC 60895:2002 + Corrigendum 2003, modifiziert); Deutsche Fassung EN 60895:2003 |
| DIN EN 61482-1-1      | VDE 0682-306-1-1                    | 2010-03 | Arbeiten unter Spannung – Schutzkleidung gegen thermische Gefahren eines Lichtbogens – Teil 1-1: Prüfverfahren – Verfahren 1: Bestimmung der Lichtbogenkennwerte (ATPV oder EBT50) von schwer entflammbaren Bekleidungsstoffen – (IEC 61482-11:2009); Deutsche Fassung EN 61482-1-1:2009 |
| DIN EN 61482-1-2      | VDE 0682-306-1-2                    | 2015-08 | Arbeiten unter Spannung – Schutzkleidung gegen die thermischen Gefahren eines elektrischen Lichtbogens – Teil 1-2: Prüfverfahren – Verfahren 2: Bestimmung der Lichtbogen-Schutzklasse des Materials und der Kleidung unter Verwendung eines gerichteten Prüflichtbogens (Box-Test) – (IEC 61482-1-2:2014); Deutsche Fassung EN 61482-1-2:2014                                                                                                   |
| DIN EN 60903          | VDE 0682-311                        | 2004-07 | Arbeiten unter Spannung – Handschuhe aus isolierendem Material – (IEC 60903:2002 + Corrigendum 2003, modifiziert); Deutsche Fassung EN 60903:2003 |
| DIN EN 60903          | VDE 0682-311 Berichtigung 1         | 2005-12 | Berichtigungen zu DIN EN 60903 (VDE 0682-311):2004-07 |
| DIN EN 60984          | VDE 0682-312                        | 1994-10 | Isolierende Ärmel zum Arbeiten unter Spannung – (IEC 60984:1990, mod.); Deutsche Fassung EN 60984:1992/A11:1997 |
| DIN EN 60984/A1       | VDE 0682-312/A1                     | 2003-09 | Isolierende Ärmel zum Arbeiten unter Spannung – (IEC 60984:1990/A1:2002); Deutsche Fassung EN 60984:1992/A1:2002 |
| DIN EN 60984/A11      | VDE 0682-312/A11                    | 1999-04 | Isolierende Ärmel zum Arbeiten unter Spannung – Deutsche Fassung EN 60984:1992/A11:1997 |
| DIN EN 50365          | VDE 0682-321                        | 2002-11 | Elektrisch isolierende Helme für Arbeiten an Niederspannungsanlagen – Deutsche Fassung EN 50365:2002 |
| DIN EN 50321          | VDE 0682-331                        | 2000-05 | Elektrisch isolierende Schuhe für Arbeiten an Niederspannungsanlagen – Deutsche Fassung EN 50321:1999 |
| DIN EN 61243-3        | VDE 0682-401                        | 2015-08 | Arbeiten unter Spannung – Spannungsprüfer – Teil 3: Zweipoliger Spannungsprüfer für Niederspannungsnetze – (IEC 612433:2014 + Cor.:2015); Deutsche Fassung EN 61243-3:2014 |
| DIN EN 61243-1        | VDE 0682-411                        | 2010-09 | Arbeiten unter Spannung – Spannungsprüfer – Teil 1: Kapazitive Ausführung für Wechselspannungen über 1 kV – (IEC 612431:2003, modifiziert + Corrigendum 1:2005 + A1:2009); Deutsche Fassung EN 61243-1:2005 + A1:2010 |
| DIN EN 61243-2        | VDE 0682-412                        | 2001-12 | Arbeiten unter Spannung – Spannungsprüfer – Resistive (ohmsche) Ausführung für Wechselspannungen von 1 kV bis 36 kV – (IEC 61243-2:1995 + A1:1999 + Corr. 2000); Deutsche Fassung EN 61243-2:1997 + A1:2000 |
| DIN EN 61243-2/A2     | VDE 0682-412/A1                     | 2003-09 | Arbeiten unter Spannung – Spannungsprüfer – Teil 2: Resistive (ohmsche) Ausführungen für Wechselspannungen von 1 kV bis 36 kV – (IEC 61243-2:1995/A2:2002); Deutsche Fassung EN 61243-2:1997/A2:2002 |
| DIN EN 61243-5        | VDE 0682-415                        | 2002-01 | Arbeiten unter Spannung – Spannungsprüfer – Spannungsprüfsysteme (VDS) – (IEC 61243-5:1997, mod.); Deutsche Fassung EN 61243-5:2001 |
| DIN VDE V 0682-417    | VDE V 0682-417                      | 2013-10 | Arbeiten unter Spannung – Spannungsprüfer – Abstandsspannungsprüfer |
| DIN VDE V 0682-421    | VDE V 0682-421                      | 2014-09 | Arbeiten unter Spannung – Spannungsprüfer – Kapazitive Ausführung für 15-kV- und 110-kV-Wechselspannungssysteme mit einer Frequenz von 16,7 Hz |
| DIN EN 61481-1        | VDE 0682-431-1                      | 2015-09 | Arbeiten unter Spannung – Phasenvergleicher – Teil 1: Kapazitive Ausführung für Wechselspannungen über 1 kV – (IEC 614811:2014); Deutsche Fassung EN 61481-1:2014 |
| DIN EN 61481-2        | VDE 0682-431-2                      | 2015-09 | Arbeiten unter Spannung – Phasenvergleicher – Teil 2: Resistive (ohmsche) Ausführung für Wechselspannungen über 1 kV bis 36 kV – (IEC 61481-2:2014); Deutsche Fassung EN 61481-2:2014 |
| DIN EN 61112          | VDE 0682-511                        | 2010-03 | Arbeiten unter Spannung – Elektrisch isolierende Abdecktücher – (IEC 61112:2009); Deutsche Fassung EN 61112:2009 |
| DIN EN 61111          | VDE 0682-512                        | 2010-03 | Arbeiten unter Spannung – Elektrisch isolierende Matten – (IEC 61111:2009); Deutsche Fassung EN 61111:2009 |
| DIN EN 61479          | VDE 0682-513                        | 2002-12 | Arbeiten unter Spannung – Flexible Leiterseilabdeckungen aus isoliertem Material – (IEC 61479:2001 + A1:2002); Deutsche Fassung EN 61479:2001 + A1:2002 |
| DIN EN 61229          | VDE 0682-551                        | 1997-01 | Starre Schutzabdeckungen zum Arbeiten unter Spannung in Wechselspannungsanlagen – (IEC 61229:1993, mod.); Deutsche Fassung EN 61229:1995 |
| DIN EN 61229/A1       | VDE 0682-551/A1                     | 1999-04 | Starre Schutzabdeckungen zum Arbeiten unter Spannung in Wechselspannungsanlagen – (IEC 61229:1993/A1:1998); Deutsche Fassung EN 61229:1995/A1:1998 |
| DIN EN 61229/A2       | VDE 0682-551/A2                     | 2003-09 | Starre Schutzabdeckungen zum Arbeiten unter Spannung in Wechselspannungsanlagen – (IEC 61229:1993/A2:2002); Deutsche Fassung EN 61229:1995/A2:2002 |
| DIN VDE 0682-552      | VDE 0682-552                        | 2003-10 | Arbeiten unter Spannung – Isolierende Schutzplatten über 1 kV |
| DIN EN 62193          | VDE 0682-603                        | 2004-07 | Arbeiten unter Spannung – Teleskopische Stangen und teleskopische Messstangen – (IEC 62193:2003); Deutsche Fassung EN 62193:2003 |
| DIN VDE 0682-621      | VDE 0682-621                        | 2004-10 | Arbeiten unter Spannung – Vorrichtung zum Reinigen durch Absaugen von unter Spannung stehenden Teilen mit Bemessungsspannungen über 1 kV bis 36 kV |
| DIN EN 61236          | VDE 0682-651                        | 2011-10 | Arbeiten unter Spannung -Mastsättel, Stangenschellen und Zubehör – (IEC 61236:2010); Deutsche Fassung EN 61236:2011 |
| DIN EN 62192          | VDE 0682-652                        | 2010-02 | Arbeiten unter Spannung – Isolierende Seile – (IEC 62192:2009); Deutsche Fassung EN 62192:2009 |
| DIN EN 50340          | VDE 0682-661                        | 2011-04 | Hydraulische Kabelschneidgeräte – Geräte zur Verwendung an elektrischen Anlagen mit Nennwechselspannungen bis 30 kV; – Deutsche Fassung EN 50340:2010 |
| DIN EN 61478          | VDE 0682-711                        | 2002-10 | Arbeiten unter Spannung – Leitern aus isolierendem Material – (IEC 61478:2001); Deutsche Fassung EN 61478:2001 |
| DIN EN 61478/A1       | VDE 0682-711/A1                     | 2004-10 | Arbeiten unter Spannung – Leitern aus isolierendem Material – (IEC 61478/A1:2003, modifiziert); Deutsche Fassung EN 61478/A1:2003 |
| DIN EN 50528          | VDE 0682-712                        | 2011-04 | Isolierende Leitern für Arbeiten an oder in der Nähe von Niederspannungsanlagen; – Deutsche Fassung EN 50528:2010 |
| DIN EN 50374          | VDE 0682-721                        | 2005-02 | Leitungsfahrzeuge; – Deutsche Fassung EN 50374:2004 |
| DIN EN 61057          | VDE 0682-741                        | 1995-08 | Hubarbeitsbühnen mit isolierender Hubeinrichtung zum Arbeiten unter Spannung über AC 1 kV – (IEC 61057:1991, mod.); Deutsche Fassung EN 61057:1993 |
| DIN EN 61057          | VDE 0682-741 Berichtigung 1         | 2008-02 | Berichtigungen zu DIN EN 61057 (VDE 0682-741):1995-08; – Deutsche Fassung CENELEC-Cor.:2005 zu EN 61057:1993 |
| DIN VDE 0682-742      | VDE 0682-742                        | 2000-11 | Hubarbeitsbühnen zum Arbeiten an unter Spannung stehenden Teilen bis AC 1000 V und DC 1500 V |
| DIN EN 62237          | VDE 0682-744                        | 2005-12 | Arbeiten unter Spannung – Isolierende Schlauchleitungen zur Verwendung für hydraulische Geräte und Ausrüstungen – (IEC 62237:2003, modifiziert); Deutsche Fassung EN 62237:2005 |
| DIN EN 61230          | VDE 0683-100                        | 2009-07 | Arbeiten unter Spannung – Ortsveränderliche Geräte zum Erden oder Erden und Kurzschließen – (IEC 61230:2008); Deutsche Fassung EN 61230:2008 |
| DIN EN 61219          | VDE 0683-200                        | 1995-01 | Arbeiten unter Spannung – Erdungs- oder Erdungs- und Kurzschließvorrichtung mit Stäben als kurzschließendes Gerät – Staberdung – (IEC 61219:1993); Deutsche Fassung EN 61219:1993 |
| DIN EN 60335-2-86     | VDE 0686                            | 2006-02 | Sicherheit elektrischer Geräte für den Hausgebrauch und ähnliche Zwecke – Teil 2-86: Besondere Anforderungen für elektrische Fischereigeräte – (IEC 60335-2-86:2002, modifiziert + A1:2005); Deutsche Fassung EN 60335-2-86:2003 + A1:2005 |
| DIN EN 61076-2        | VDE 0687-76-2                       | 2012-04 | Steckverbinder für elektronische Einrichtungen – Produktanforderungen – Teil 2: Rahmenspezifikation für Rundsteckverbinder – (IEC 61076-2:2011); Deutsche Fassung EN 61076-2:2011 |
| DIN EN 61076-2-104    | VDE 0687-76-2-104                   | 2015-06 | Steckverbinder für elektronische Einrichtungen – Produktanforderungen – Teil 2-104: Rundsteckverbinder – Bauartspezifikation für Rundsteckverbinder M8 mit Schraub- oder Rastverriegelung – (IEC 61076-2-104:2014); Deutsche Fassung EN 61076-2-104:2014 |
| DIN EN 61076-2-109    | VDE 0687-76-2-109                   | 2015-02 | Steckverbinder für elektronische Einrichtungen – Produktanforderungen – Teil 2-109: Rundsteckverbinder – Bauartspezifikation für Steckverbinder M 12 × 1 mit Schraubverriegelung für Datenübertragungen bis 500 MHz – (IEC 61076-2-109:2014); Deutsche Fassung EN 61076-2-109:2014 |
| DIN EN 61076-2-001    | VDE 0687-76-2-001                   | 2012-04 | Steckverbinder für elektronische Einrichtungen – Produktanforderungen – Teil 2-001: Rundsteckverbinder – Vordruck für Bauartspezifikation – (IEC 61076-2-001:2011); Deutsche Fassung EN 61076-2-001:2011 |
| DIN EN 61076-2-101    | VDE 0687-76-2-101                   | 2013-01 | Steckverbinder für elektronische Einrichtungen – Produktanforderungen – Teil 2-101: Rundsteckverbinder – Bauartspezifikation für Steckverbinder M12 mit Schraubverriegelung – (IEC 61076-2-101:2012); Deutsche Fassung EN 61076-2-101:2012 |
| DIN EN 61076-2-106    | VDE 0687-76-2-106                   | 2012-04 | Steckverbinder für elektronische Einrichtungen – Produktanforderungen – Teil 2-106: Rundsteckverbinder – Bauartspezifikation für Steckverbinder M16 × 0,75 mit Schraubverriegelung und Schutzart IP40 oder IP65/67 – (IEC 61076-2-106:2011); Deutsche Fassung EN 61076-2-106:2011 |
| DIN EN 61076-2-107    | VDE 0687-76-2-107                   | 2011-02 | Steckverbinder für elektronische Einrichtungen – Produktanforderungen – Teil 2-107: Bauartspezifikation für hybride Rundsteckverbinder M12 mit elektrischen und LWL-Kontakten und mit Schraubverriegelung – (IEC 61076-2-107:2010); Deutsche Fassung EN 61076-2-107:2010 |
| DIN EN 61076-3-110    | VDE 0687-76-3-110                   | 2012-12 | Steckverbinder für elektronische Einrichtungen – Produktanforderungen – Teil 3-110: Bauartspezifikation für geschirmte freie und feste Steckverbinder für Datenübertragungen bis 1 000 MHz – (IEC 61076-3-110:2012); Deutsche Fassung EN 61076-3-110:2012 |
| DIN EN 61076-3-115    | VDE 0687-76-3-115                   | 2011-06 | Steckverbinder für elektronische Einrichtungen – Produktanforderungen – Teil 3-115: Rechteckige Steckverbinder – Schutzgehäuse für die Anwendung mit 8-poligen geschirmten und ungeschirmten Steckverbindern für Frequenzen bis 600 MHz für industrielle Umgebungen zur Aufnahme der Schnittstelle der Reihe IEC 60603-7 – Ausführung 12 zu IEC 61076-3-106 – Pushpull-Ausführung – (IEC 61076-3-115:2009); Deutsche Fassung EN 61076-3-115:2010 |
| DIN EN 61076-3-118    | VDE 0687-76-3-118                   | 2011-02 | Steckverbinder für elektronische Einrichtungen – Produktanforderungen – Teil 3-118: Rechteckige Steckverbinder – Bauartspezifikation für einen Leistungssteckverbinder 4-polig + PE mit Push-pull-Kupplung – (IEC 61076-3-118:2010); Deutsche Fassung EN 61076-3-118:2010 |
| DIN EN 61076-3-118    | VDE 0687-76-3-118 Berichtigung 1    | 2012-06 | Berichtigung zu DIN EN 61076-3-118 (VDE 0687-76-3-118):2011-02 |
| DIN EN 61076-4-116    | VDE 0687-76-4-116                   | 2012-11 | Steckverbinder für elektronische Einrichtungen – Produktanforderungen – Teil 4-116: Steckverbinder für gedruckte Schaltungen – Bauartspezifikation für einen indirekten High-Speed-Steckverbinder mit integrierter Schirmungsfunktion – (IEC 61076-4-116:2012); Deutsche Fassung EN 61076-4-116:2012 |
| DIN EN 60297-3-108    | VDE 0687-297-3-108                  | 2015-06 | Bauweisen für elektronische Einrichtungen – Maße der 482,6-mm-(19-in-)Bauweise – Teil 3-108: Maße von Baugruppenträgern und steckbaren Baugruppen Typ R – (IEC 60297-3-108:2014); Deutsche Fassung EN 60297-3-108:2015 |
| DIN EN 60297-3-107    | VDE 0687-297-3-107                  | 2012-10 | Bauweisen für elektronische Einrichtungen – Maße der 482,6 mm-(19-Zoll-)Bauweise – Teil 3-107: Maße von Baugruppenträgern und Baugruppen, kleiner Formfaktor – (IEC 60297-3-107:2012); Deutsche Fassung EN 60297-3-107:2012 |
| DIN EN 60512-1-100    | VDE 0687-512-1-100                  | 2012-10 | Steckverbinder für elektronische Einrichtungen – Mess- und Prüfverfahren – Teil 1-100: Allgemeines – Zutreffende Publikationen – (IEC 60512-1-100:2012); Deutsche Fassung EN 60512-1-100:2012 |
| DIN EN 60512-7-1      | VDE 0687-512-7-1                    | 2010-12 | Steckverbinder für elektronische Einrichtungen – Mess- und Prüfverfahren – Teil 7-1: Aufprallprüfungen (freie Steckverbinder) – Prüfung 7a: Freier Fall (Falltrommel) – (IEC 60512-7-1:2010); Deutsche Fassung EN 60512-7-1:2010 |
| DIN EN 60512-7-2      | VDE 0687-512-7-2                    | 2012-09 | Steckverbinder für elektronische Einrichtungen – Mess- und Prüfverfahren – Teil 7-2: Aufprallprüfungen (freie Steckverbinder) – Prüfung 7b: Kabelgebundene Fallprüfung – (IEC 60512-7-2:2011); Deutsche Fassung EN 60512-7-2:2012 |
| DIN EN 60512-8-1      | VDE 0687-512-8-1                    | 2011-06 | Steckverbinder für elektronische Einrichtungen – Mess- und Prüfverfahren – Teil 8-1: Prüfungen mit statischer Last (feste Steckverbinder) – Prüfung 8a: Statische Querlast – (IEC 60512-8-1:2010); Deutsche Fassung EN 60512-8-1:2010 |
| DIN EN 60512-8-2      | VDE 0687-512-8-2                    | 2012-02 | Steckverbinder für elektronische Einrichtungen – Mess- und Prüfverfahren – Teil 8-2: Prüfungen mit statischer Last (feste Steckverbinder) – Prüfung 8b: Statische Axiallast – (IEC 60512-8-2:2011); Deutsche Fassung EN 60512-8-2:2011 |
| DIN EN 60512-8-3      | VDE 0687-512-8-3                    | 2012-02 | Steckverbinder für elektronische Einrichtungen – Mess- und Prüfverfahren – Teil 8-3: Prüfungen mit statischer Last (feste Steckverbinder) – Prüfung 8c: Mechanische Widerstandsfähigkeit des Betätigungshebels – (IEC 60512-8-3:2011); Deutsche Fassung EN 60512-8-3:2011 |
| DIN EN 60512-9-1      | VDE 0687-512-9-1                    | 2010-12 | Steckverbinder für elektronische Einrichtungen – Mess- und Prüfverfahren – Teil 9-1: Dauerprüfungen – Prüfung 9a: Mechanische Lebensdauer – (IEC 60512-9-1:2010); Deutsche Fassung EN 60512-9-1:2010 |
| DIN EN 60512-9-2      | VDE 0687-512-9-2                    | 2012-09 | Steckverbinder für elektronische Einrichtungen – Mess- und Prüfverfahren – Teil 9-2: Dauerprüfungen – Prüfung 9b: Elektrische Belastung bei hoher Temperatur – (IEC 60512-9-2:2011); Deutsche Fassung EN 60512-9-2:2012 |
| DIN EN 60512-9-3      | VDE 0687-512-9-3                    | 2012-04 | Steckverbinder für elektronische Einrichtungen – Mess- und Prüfverfahren – Teil 9-3: Dauerprüfungen – Prüfung 9c: Mechanische Lebensdauer (Stecken und Ziehen) mit elektrischer Belastung – (IEC 60512-9-3:2011); Deutsche Fassung EN 60512-9-3:2011 |
| DIN EN 60512-9-4      | VDE 0687-512-9-4                    | 2012-02 | Steckverbinder für elektronische Einrichtungen – Mess- und Prüfverfahren – Teil 9-4: Dauerprüfungen – Prüfung 9d: Dauerhaftigkeit von Kontakthalterung und Dichtungen (Alterung, Wartung) – (IEC 60512-9-4:2011); Deutsche Fassung EN 605129-4:2011 |
| DIN EN 60512-9-5      | VDE 0687-512-9-5                    | 2010-12 | Steckverbinder für elektronische Einrichtungen – Mess- und Prüfverfahren – Teil 9-5: Dauerprüfungen – Prüfung 9e: Strombelastung, zyklisch – (IEC 60512-9-5:2010); Deutsche Fassung EN 60512-9-5:2010 |
| DIN EN 60512-16-21    | VDE 0687-512-16-21                  | 2012-11 | Steckverbinder für elektronische Einrichtungen – Mess- und Prüfverfahren – Teil 16-21: Mechanische Prüfungen an Kontakten und Anschlüssen – Prüfung 16u: Whisker-Prüfung unter Anwendung äußerer mechanischer Beanspruchungen – (IEC 60512-1621:2012); Deutsche Fassung EN 60512-16-21:2012 |
| DIN EN 60512-17-1     | VDE 0687-512-17-1                   | 2011-06 | Steckverbinder für elektronische Einrichtungen – Mess- und Prüfverfahren – Teil 17-1: Prüfungen der Kabelabfangung – Prüfung 17a: Widerstandsfähigkeit der Kabelabfangung gegen seitlichen Kabelzug -(IEC 60512-17-1:2010); Deutsche Fassung EN 6051217-1:2010 |
| DIN EN 60512-17-2     | VDE 0687-512-17-2                   | 2012-02 | Steckverbinder für elektronische Einrichtungen – Mess- und Prüfverfahren – Teil 17-2: Prüfungen der Kabelabfangung – Prüfung 17b: Kabelabfangung, Sicherheit gegen Einschneiden des Kabelmantels – (IEC 60512-17-2:2011); Deutsche Fassung EN 6051217-2:2011 |
| DIN EN 60512-17-3     | VDE 0687-512-17-3                   | 2011-06 | Steckverbinder für elektronische Einrichtungen – Mess- und Prüfverfahren – Teil 17-3: Prüfungen der Kabelabfangung – Prüfung 17c: Widerstandsfähigkeit der Kabelabfangung gegen axialen Zug – (IEC 60512-17-3:2010); Deutsche Fassung EN 60512-173:2010 |
| DIN EN 60512-17-4     | VDE 0687-512-17-4                   | 2011-06 | Steckverbinder für elektronische Einrichtungen – Mess- und Prüfverfahren – Teil 17-4: Prüfungen der Kabelabfangung – Prüfung 17d: Widerstandsfähigkeit der Kabelabfangung gegen Kabeltorsion – (IEC 60512-17-4:2010); Deutsche Fassung EN 60512-174:2010 |
| DIN EN 60512-19-1     | VDE 0687-512-19-1                   | 2010-12 | Steckverbinder für elektronische Einrichtungen – Mess- und Prüfverfahren – Teil 19-1: Prüfungen der Widerstandsfähigkeit gegen Chemikalien – Prüfung 19a: Widerstandsfähigkeit von vorisolierten Crimphülsen gegen Flüssigkeiten – (IEC 60512-19-1:2010); Deutsche Fassung EN 60512-19-1:2010 |
| DIN EN 60512-20-1     | VDE 0687-512-20-1                   | 2010-12 | Steckverbinder für elektronische Einrichtungen – Mess- und Prüfverfahren – Teil 20-1: Prüfungen auf Feuersicherheit – Prüfung 20a: Brennbarkeit, Nadelflamme – (IEC 60512-20-1:2010); Deutsche Fassung EN 60512-20-1:2010 |
| DIN EN 60512-20-3     | VDE 0687-512-20-3                   | 2010-12 | Steckverbinder für elektronische Einrichtungen – Mess- und Prüfverfahren – Teil 20-3: Prüfungen auf Feuersicherheit – Prüfung 20c: Brennbarkeit, Glühdraht – (IEC 60512-20-3:2010); Deutsche Fassung EN 60512-20-3:2010 |
| DIN EN 60512-21-1     | VDE 0687-512-21-1                   | 2010-12 | Steckverbinder für elektronische Einrichtungen – Mess- und Prüfverfahren – Teil 21-1: Prüfungen der HF-Güte – Prüfung 21a: HF-Dämpfungswiderstand – (IEC 60512-21-1:2010); Deutsche Fassung EN 60512-21-1:2010 |
| DIN EN 60512-22-1     | VDE 0687-512-22-1                   | 2010-12 | Steckverbinder für elektronische Einrichtungen – Mess- und Prüfverfahren – Teil 22-1: Prüfungen der Kapazität – Prüfung 22a: Kapazität – (IEC 60512-22-1:2010); Deutsche Fassung EN 60512-22-1:2010 |
| DIN EN 60512-23-2     | VDE 0687-512-23-2                   | 2011-06 | Steckverbinder für elektronische Einrichtungen – Mess- und Prüfverfahren – Teil 23-2: Prüfungen der Schirmung und Dämpfung – Prüfung 23b: Einfügungsdämpfung von integrierten Filtern – (IEC 60512-23-2:2010); Deutsche Fassung EN 60512-23-2:2010 |
| DIN EN 60512-24-1     | VDE 0687-512-24-1                   | 2013-05 | Steckverbinder für elektronische Einrichtungen – Mess- und Prüfverfahren – Teil 24-1: Prüfungen im magnetischen Störfeld – Prüfung 24a: Restmagnetismus – (IEC 60512-24-1:2010); Deutsche Fassung EN 60512-24-1:2012 |
| DIN EN 60512-26-100   | VDE 0687-512-26-100                 | 2011-12 | Steckverbinder für elektronische Einrichtungen – Mess- und Prüfverfahren – Teil 26-100: Messaufbau, Prüf- und Referenzanordnung und Messverfahren für Steckverbinder nach IEC 60603-7 – Prüfungen 26a bis 26g – (IEC 60512-26-100:2008 + A1:2011); Deutsche Fassung EN 60512-26-100:2008 + A1:2011 |
| DIN EN 60512-27-100   | VDE 0687-512-27-100                 | 2012-09 | Steckverbinder für elektronische Einrichtungen – Mess- und Prüfverfahren – Teil 27-100: Signalintegritätsprüfungen bis 500 MHz an Steckverbindern der Reihe IEC 60603-7 – Prüfungen 27a bis 27g – (IEC 60512-27-100:2011); Deutsche Fassung EN 6051227-100:2012 |
| DIN EN 60512-28-100   | VDE 0687-512-28-100                 | 2013-09 | Steckverbinder für elektronische Einrichtungen – Mess- und Prüfverfahren – Teil 28-100: Signalintegritätsprüfungen bis 1 000 MHz an Steckverbindern der Reihen IEC 60603-7 und IEC 61076-3 – Prüfungen 28a bis 28g – (IEC 60512-28-100:2013); Deutsche Fassung EN 60512-28-100:2013 |
| DIN EN 60512-29-100   | VDE 0687-512-29-100                 | 2016-03 | Steckverbinder für elektronische Einrichtungen – Mess- und Prüfverfahren – Teil 29-100: Signalintegritätsprüfungen bis 500 MHz an Steckverbindern M12 – Prüfungen 29a bis 29g – (IEC 60512-29-100:2015); Deutsche Fassung EN 60512-29-100:2015 |
| DIN EN 60512-99-001   | VDE 0687-512-99-001                 | 2013-05 | Steckverbinder für elektronische Einrichtungen – Mess- und Prüfverfahren – Teil 99-001: Prüfablaufplan für Steckverbinder zum Stecken und Ziehen mit elektrischer Belastung – Prüfung 99a: Steckverbinder für die Anwendung in paarverseilter Kommunikationsverkabelung mit Fernspeisung – (IEC 60512-99-001:2012); Deutsche Fassung EN 60512-99-001:2012                                                                                        |
| DIN EN 61587-1        | VDE 0687-587-1                      | 2012-09 | Mechanische Bauweisen für elektronische Einrichtungen – Prüfungen für IEC 60917 und IEC 60297 – Teil 1: Umgebungsanforderungen, Prüfaufbau und Sicherheitsaspekte für Schränke, Gestelle, Baugruppenträger und Einschübe bei Bedingungen in Innenräumen – (IEC 61587-1:2011); Deutsche Fassung EN 61587-1:2012 |
| DIN EN 61587-2        | VDE 0687-587-2                      | 2012-06 | Mechanische Bauweisen für elektronische Einrichtungen – Prüfungen für IEC 60917 und IEC 60297 – Teil 2: Seismische Prüfungen für Schränke und Gestelle – (IEC 61587-2:2011); Deutsche Fassung EN 61587-2:2011 |
| DIN EN 61587-3        | VDE 0687-587-3                      | 2013-11 | Mechanische Bauweisen für elektronische Einrichtungen – Prüfungen für IEC 60917 und IEC 60297 – Teil 3: Schirmdämpfungsprüfungen für Schränke und Baugruppenträger – (IEC 61587-3:2013); Deutsche Fassung EN 61587-3:2013 |
| DIN EN 61587-4        | VDE 0687-587-4                      | 2013-04 | Mechanische Bauweisen für elektronische Einrichtungen – Prüfungen für die Normenreihen IEC 60917 und IEC 60297 – Teil 4: Kombination von Anforderungsstufen für modulare Schränke – (IEC 61587-4:2012); Deutsche Fassung EN 61587-4:2012 |
| DIN EN 61587-5        | VDE 0687-587-5                      | 2014-12 | Mechanische Bauweisen für elektronische Einrichtungen – Prüfungen für IEC 60917 und IEC 60297 – Teil 5: Seismische Prüfungen für Einschübe, Baugruppenträger und steckbare Baugruppen – (IEC 61587-5:2013); Deutsche Fassung EN 615875:2014 |
| DIN EN 60603-7-1      | VDE 0687-603-7-1                    | 2012-01 | Steckverbinder für elektronische Einrichtungen – Teil 7-1: Bauartspezifikation für geschirmte freie und feste Steckverbinder, 8-polig – (IEC 60603-7-1:2011); Deutsche Fassung EN 60603-7-1:2011 |
| DIN EN 60603-7-2      | VDE 0687-603-7-2                    | 2011-03 | Steckverbinder für elektronische Einrichtungen – Teil 7-2: Bauartspezifikation für ungeschirmte freie und feste Steckverbinder, 8-polig, für Datenübertragungen bis 100 MHz – (IEC 60603-7-2:2010); Deutsche Fassung EN 60603-7-2:2010 |
| DIN EN 60603-7-3      | VDE 0687-603-7-3                    | 2011-03 | Steckverbinder für elektronische Einrichtungen – Teil 7-3: Bauartspezifikation für geschirmte freie und feste Steckverbinder, 8-polig, für Datenübertragungen bis 100 MHz – (IEC 60603-7-3:2010); Deutsche Fassung EN 60603-7-3:2010 |
| DIN EN 60603-7-4      | VDE 0687-603-7-4                    | 2011-03 | Steckverbinder für elektronische Einrichtungen – Teil 7-4: Bauartspezifikation für ungeschirmte freie und feste Steckverbinder, 8-polig, für Datenübertragungen bis 250 MHz – (IEC 60603-7-4:2010); Deutsche Fassung EN 60603-7-4:2010 |
| DIN EN 60603-7-5      | VDE 0687-603-7-5                    | 2011-03 | Steckverbinder für elektronische Einrichtungen – Teil 7-5: Bauartspezifikation für geschirmte freie und feste Steckverbinder, 8-polig, für Datenübertragungen bis 250 MHz – (IEC 60603-7-5:2010); Deutsche Fassung EN 60603-7-5:2010 |
| DIN EN 60603-7-7      | VDE 0687-603-7-7                    | 2011-06 | Steckverbinder für elektronische Einrichtungen – Teil 7-7: Bauartspezifikation für geschirmte freie und feste Steckverbinder, 8-polig, für Datenübertragungen bis 600 MHz – (IEC 60603-7-7:2010); Deutsche Fassung EN 60603-7-7:2010 |
| DIN EN 60603-7-41     | VDE 0687-603-7-41                   | 2011-01 | Steckverbinder für elektronische Einrichtungen – Teil 7-41: Bauartspezifikation für ungeschirmte freie und feste Steckverbinder, 8-polig, für Datenübertragungen bis 500 MHz – (IEC 60603-7-41:2010); Deutsche Fassung EN 60603-7-41:2010 |
| DIN EN 60603-7-51     | VDE 0687-603-7-51                   | 2011-01 | Steckverbinder für elektronische Einrichtungen – Teil 7-51: Bauartspezifikation für geschirmte freie und feste Steckverbinder, 8-polig, für Datenübertragungen bis 500 MHz – (IEC 60603-7-51:2010); Deutsche Fassung EN 60603-7-51:2010 |
| DIN EN 60603-7-71     | VDE 0687-603-7-71                   | 2011-06 | Steckverbinder für elektronische Einrichtungen – Teil 7-71: Bauartspezifikation für geschirmte freie und feste Steckverbinder, 8-polig, für Datenübertragungen bis 1 000 MHz – (IEC 60603-7-71:2010); Deutsche Fassung EN 60603-7-71:2010 |
| DIN EN 61969-1        | VDE 0687-969-1                      | 2012-09 | Mechanische Bauweisen für elektronische Einrichtungen – Außengehäuse – Teil 1: Konstruktionsleitfaden – (IEC 61969-1:2011); Deutsche Fassung EN 61969-1:2012 |
| DIN EN 61969-2        | VDE 0687-969-2                      | 2012-09 | Mechanische Bauweisen für elektronische Einrichtungen – Außengehäuse – Teil 2: Koordinationsmaße – (IEC 61969-2:2011); Deutsche Fassung EN 61969-2:2012 |
| DIN EN 61969-3        | VDE 0687-969-3                      | 2012-09 | Mechanische Bauweisen für elektronische Einrichtungen – Außengehäuse – Teil 3: Umgebungsanforderungen, Prüfungen und Sicherheitsaspekte – (IEC 61969-3:2011); Deutsche Fassung EN 61969-3:2012 |
| DIN EN 61169-44       | VDE 0687-969-44                     | 2013-12 | Hochfrequenz-Steckverbinder – Teil 44: Rahmenspezifikation für koaxiale HF-Steckverbinder der SMP-Serie mit Push-on-Einrastmechanismus – (IEC 61169-44:2012); Deutsche Fassung EN 61169-44:2013 |